# Война во Вьетнаме
Вьетна́мская война́ (вьет. Chiến tranh Việt Nam, англ. Vietnam War) — вооружённый конфликт во Вьетнаме, Лаосе и Камбодже с 1 ноября 1955 года, или 1960 года, до падения Сайгона 30 апреля 1975 года. Один из крупнейших локальных вооружённых конфликтов второй половины XX века. Это была вторая из Индокитайских войн, которая официально велась между Северным и Южным Вьетнамом. Северный Вьетнам поддерживали Советский Союз, Китай и другие коммунистические союзники; Южный Вьетнам поддерживали Соединённые Штаты и другие антикоммунистические союзники. Война считается опосредованной войной времён Холодной войны. Война длилась почти 20 лет, а прямое участие Соединённых Штатов закончилось в 1973 году. Конфликт также перекинулся на соседние государства, усугубив гражданскую войну в Лаосе и Камбодже, закончившуюся тем, что к 1975 году все три страны присоединились к социалистическому лагерю. После того как конгресс США запретил войскам ООН и США поддерживать Юг, Южный Вьетнам был поглощен социалистическим Северным.
Конфликт возник в результате Первой Индокитайской войны между французским колониальным правительством и левым революционным движением Вьетминь. После вывода французских войск из Индокитая в 1954 году Соединённые Штаты взяли на себя финансовую и военную поддержку южновьетнамского государства. Вьетконг, общий южновьетнамский фронт под руководством Северного Вьетнама, начал партизанскую войну на юге. Северный Вьетнам также вторгся в Лаос в 1958 году для поддержки повстанцев, проложив Тропу Хо Ши Мина для снабжения и усиления Вьетконга:16. К 1963 году северовьетнамцы отправили 40 тысяч солдат воевать на юг:16. Участие Соединённых Штатов увеличилось при президенте Джоне Фицджеральде Кеннеди с чуть менее тысячи военных советников в 1959 году до 23 тысяч в 1964 году:131.
Во время инцидента в Тонкинском заливе в августе 1964 года эсминец Соединённых Штатов столкнулся с северовьетнамскими быстроходными ударными кораблями. В ответ Конгресс Соединённых Штатов принял резолюцию о Тонкинском заливе и дал президенту Линдону Бейнсу Джонсону широкие полномочия по увеличению военного присутствия Соединённых Штатов во Вьетнаме без официального объявления войны. Джонсон впервые приказал развернуть боевые части и увеличил численность войск до 184 тысяч человек. Народная армия Вьетнама, также известная как Северовьетнамская армия, вела более традиционные боевые действия с войсками Соединённых Штатов и Южного Вьетнама (армией Республики Вьетнам). Несмотря на незначительный прогресс, Соединённые Штаты продолжали значительное наращивание сил. Силы Соединённых Штатов и Южного Вьетнама полагались на превосходство в воздухе и подавляющую огневую мощь для проведения операций по поиску и уничтожению с привлечением наземных войск, артиллерии и авиаударов. Соединённые Штаты также провели крупномасштабную кампанию стратегических бомбардировок Северного Вьетнама:371–4.
Тетское наступление коммунистов в 1968 году привело к ослаблению внутренней поддержки войны в Соединённых Штатах. Вьетконговцы понесли тяжелые потери во время наступления и последующих операций Соединённых Штатов и армии Республики Вьетнам:481 , и к концу года повстанцы Вьетконга почти не владели территорией в Южном Вьетнаме. В 1969 году Северный Вьетнам объявил о создании Временного революционного правительства на юге страны, чтобы придать ослабленному Вьетконгу международный статус, но вскоре он был отодвинут на второй план, поскольку силы Народной армии Вьетнама начали вести более традиционную общевойсковую войну. Операции пересекали государственные границы, и Соединённые Штаты бомбили маршруты снабжения Северного Вьетнама в Лаосе и Камбодже, начиная с 1964 и 1969 годов соответственно. Свержение камбоджийского монарха Нородома Сианука привело к вторжению Народной армии Вьетнама в страну по просьбе красных кхмеров, что вызвало эскалацию гражданской войны в Камбодже и привело к ответному вторжению Соединённых Штатов и армии Республики Вьетнам.
В 1969 году, после избрания президентом Соединённых Штатов Ричарда Никсона, началась политика «вьетнамизации», в рамках которой в конфликте участвовала расширенная армия Республики Вьетнам, а американские войска были отодвинуты на второй план и всё более деморализованы внутренней оппозицией в стране и сокращением призыва. К началу 1972 года сухопутные войска Соединённых Штатов были в значительной степени выведены, и их операции ограничивались поддержкой с воздуха, артиллерийской поддержкой, советниками и поставками материальных средств. Армия Республики Вьетнам при поддержке Соединённых Штатов остановила крупное наступление Народной армии Вьетнама во время Пасхального наступления 1972 года. В ходе наступления не удалось покорить Южный Вьетнам, но сама армия Республики Вьетнам не смогла вернуть себе всю потерянную территорию, что осложнило её военное положение. Парижские мирные соглашения от января 1973 года предусматривали вывод всех войск Соединённых Штатов:457; мирные соглашения были нарушены почти сразу же, и боевые действия продолжались ещё два года. Пномпень пал перед красными кхмерами 17 апреля 1975 года, а в ходе Весеннего наступления 1975 года Сайгон был взят Народной армией Вьетнама 30 апреля; это ознаменовало конец войны и начало красного террора. В следующем году Южный Вьетнам был присоединён к Северному.
Война повлекла за собой огромные человеческие жертвы: оценки числа убитых вьетнамских солдат и мирных жителей колеблются от 966 тысяч до 3 миллионов человек. Около 275 тысяч — 310 тысяч камбоджийцев, 20 тысяч — 62 тысяч лаосцев и 58220 военнослужащих Соединённых Штатов также погибли в ходе конфликта, а ещё 1626 человек пропали без вести.
После окончания войны вновь возник советско-китайский раскол, и началась Третья Индокитайская война. Окончание войны во Вьетнаме вызвало появление вьетнамских лодочников и более крупный кризис беженцев в Индокитае, в результате которого миллионы беженцев покинули Индокитай, примерно 250 тысяч из которых погибли в море. Придя к власти, красные кхмеры осуществили геноцид в Камбодже, в то время как конфликт между ними и объединённым Вьетнамом начался почти сразу с серии пограничных рейдов, в конечном итоге переросших в камбоджийско-вьетнамскую войну, в результате которой правительство красных кхмеров было свергнуто в 1979 году. В ответ Китай вторгся во Вьетнам, и последующие пограничные конфликты продолжались до 1991 года. Коммунистический Вьетнам боролся с повстанцами во Вьетнаме, Лаосе и Камбодже. В Соединённых Штатах война породила то, что было названо вьетнамским синдромом, общественное отвращение к американским военным действиям за границей, что вместе с Уотергейтским скандалом способствовало кризису доверия, который затронул Америку на протяжении 1970-х годов.

## История войны

### Предпосылки
Со второй половины XIX века Вьетнам входил в колониальную империю Франции. После окончания Первой мировой войны в стране начался рост национального самосознания, стали появляться подпольные кружки́, выступавшие за независимость Вьетнама, произошло несколько вооружённых восстаний. В 1941 году на территории Китая была создана Лига за независимость Вьетнама (Вьетминь) — военно-политическая организация, объединившая поначалу всех противников французской колониальной администрации. В дальнейшем основную роль в ней играли сторонники коммунистических взглядов, возглавляемые Хо Ши Мином.
Во время Второй мировой войны французская администрация договорилась с Японией о том, что японцы получают доступ к стратегическим ресурсам Вьетнама при сохранении колониального административного аппарата Франции. Это соглашение действовало до 1944 года, когда Япония силой оружия установила полный контроль над французскими владениями (это было связано с ухудшением для Японии стратегической обстановки на Тихоокеанском театре военных действий). В сентябре 1945 года Япония капитулировала. Вьетминь воспользовался временным безвластием, чтобы при помощи уже сформированных вооружённых сил во главе с Во Нгуен Зяпом взять Ханой и другие ключевые города страны. 2 сентября 1945 года Хо Ши Мин провозгласил создание независимой Демократической Республики Вьетнам (ДРВ) на всей вьетнамской территории.
Однако Франция отказалась признать утрату своей колонии и перебросила в Индокитай экспедиционный корпус, который осенью 1945 года восстановил контроль колониальной администрации в южной части Вьетнама. Затем последовали переговоры, которые обе стороны (и Вьетминь, и Франция) использовали главным образом для наращивания своих военных сил. Несмотря на достигнутые договорённости о механизме предоставления ДРВ независимости, в декабре 1946 года Франция начала колониальную войну во Вьетнаме, однако, несмотря на первоначальные успехи, справиться с партизанским движением французская армия не смогла. С 1950 года США стали оказывать всё нарастающую военную помощь французским войскам во Вьетнаме. В течение последующих четырёх лет (1950—1954) военная помощь США составила 3 миллиарда долларов, достигнув 80 % от всех военных расходов Франции в Индокитае. Однако в том же 1950 году и Вьетминь начал получать военную помощь от Китайской Народной Республики. К 1954 году ситуация для французских сил была практически безнадёжной. Война против Вьетнама была крайне непопулярна во Франции. Последним ударом для колониальных амбиций Франции в Индокитае стало тяжёлое поражение в битве при Дьенбьенфу. В июле 1954 года были заключены Женевские соглашения, завершившие восьмилетнюю войну.

### Разделение Вьетнама и начало войны

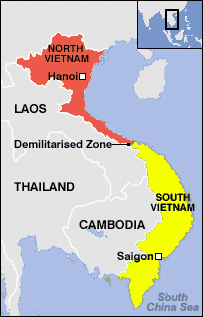
Разделение Вьетнама

Согласно Женевским соглашениям, территория Вьетнама была временно разделена по 17-й параллели (где была создана демилитаризованная зона) на две части. Северный Вьетнам перешёл под контроль Вьетминя, и, соответственно, стал территорией ДРВ. Южный Вьетнам оставался под властью назначенной французами местной администрации, причём Франция ещё до соглашений успела формально предоставить Вьетнаму независимость. Здесь у власти находился профранцузски настроенный император Бао Дай. Воссоединение страны предполагалось осуществить после всеобщих свободных выборов, которые должны были состояться не позднее середины 1956 года.
В это время начала резко возрастать роль США во вьетнамских делах. После победы коммунистов в Китае администрация США рассматривала события во Вьетнаме как часть коммунистической экспансии в регионе и стала оказывать военную помощь Франции в продолжавшейся войне. После Женевских соглашений США взяли курс на замену Франции в качестве противовеса коммунистическим силам в Индокитае. Американская администрация сделала ставку на Нго Динь Зьема, премьер-министра Государства Вьетнам. 16 июля 1955 года Зьем заявил, что Южный Вьетнам не будет выполнять Женевские соглашения, всеобщих выборов не будет и что в Южном Вьетнаме должно быть антикоммунистическое государство. В октябре того же года он провёл референдум, на котором ставился вопрос, оставаться Южному Вьетнаму монархией или стать республикой. Зьем объявил, что по результатам этого референдума монархия отменяется, и провозгласил себя первым президентом теперь уже «Республики Вьетнам».

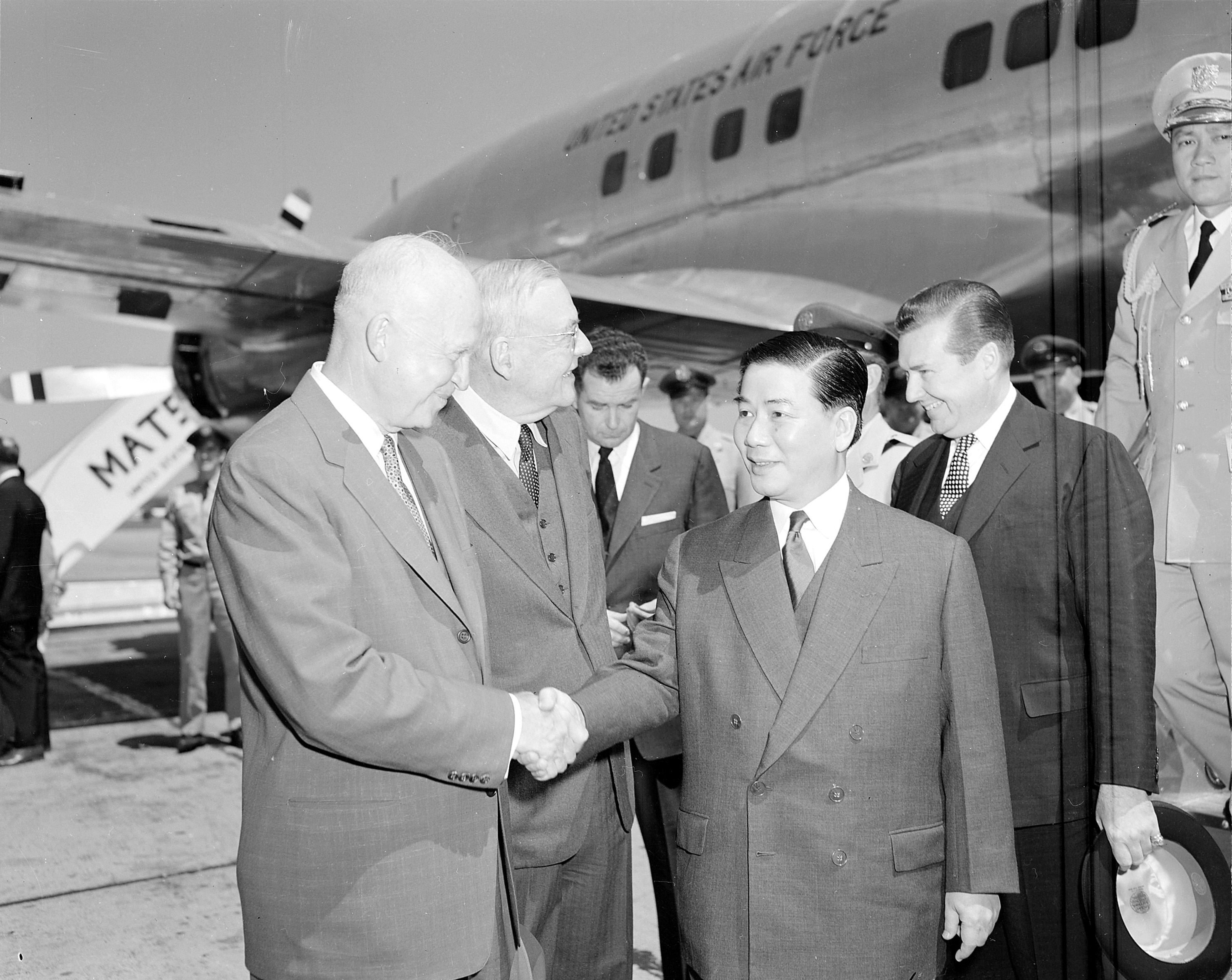
Президент США Дуайт Эйзенхауэр встречает Нго Динь Зьема в вашингтонском аэропорту. Май 1957 года

Затем единолично принимал многие важнейшие государственные решения. На государственные должности он назначал своих родственников (к примеру, его брат Нго Динь Ню возглавлял тайную полицию) или тех, кто был лично предан ему. Одной из очень грубых ошибок Зьема была отмена деревенского самоуправления, что нарушало многовековые вьетнамские традиции. Подобная политика вызвала протесты среди местного населения, и правительство Зьема теряло популярность.

### Ранний период войны
Только в начале 1959 года было принято окончательное решение: не видя мирных путей воссоединения страны после срыва условий Женевских соглашений, северные коммунисты сделали выбор в пользу поддержки антизьемовского подполья. С середины года на юг стали отправляться военные советники, выросшие в этих местах и оказавшиеся на севере после разделения страны. Поначалу переброска людей и вооружений осуществлялась через демилитаризованную зону (ДМЗ), но после военных успехов коммунистических сил в Лаосе транзит начал осуществляться через лаосскую территорию. Так возникла «тропа Хо Ши Мина», пролегавшая через Лаос в обход ДМЗ и далее на юг, заходя на территорию Камбоджи. Использование северовьетнамскими войсками территории Лаоса и Камбоджи являлось нарушением нейтралитета этих стран.
В первые годы вооружённая борьба южновьетнамского подполья представляла собой систематический террор, направленный прежде всего на государственных чиновников. Только в 1960 году было убито 1400 государственных чиновников и гражданских лиц. В декабре 1960 года все южновьетнамские группировки, боровшиеся против режима Зьема, объединились в Национальный фронт освобождения Южного Вьетнама (НФОЮВ), получивший в странах Запада широкую известность как «Вьетконг». Благодаря поддержке Северного Вьетнама партизаны действовали всё более успешно. Это заставило США усилить военную помощь правительству Зьема. В декабре 1961 года в страну были переброшены первые регулярные подразделения Вооружённых сил США — две вертолётные роты, призванные увеличить мобильность правительственной армии. Постоянно происходило наращивание советнического корпуса в стране. Американские советники занимались подготовкой южновьетнамских солдат и участвовали в планировании боевых операций. В этот период события в Южном Вьетнаме ещё не привлекали особого внимания американской общественности, однако администрация Джона Кеннеди была полна решимости отразить «коммунистическую агрессию» в Юго-Восточной Азии и продемонстрировать советскому лидеру Н. С. Хрущёву готовность США поддерживать своих союзников перед лицом национально-освободительных движений. Разрастающийся конфликт становился одним из «горячих» очагов холодной войны.
В январе 1963 года в бою при Апбак партизаны впервые сумели нанести поражение правительственной армии. Положение режима Зьема стало ещё более неустойчивым после начала в мае буддистского кризиса. Буддисты составляют основную часть населения Вьетнама, но Зьем и почти всё его окружение были христианами-католиками. В ряде городов страны прокатились буддистские волнения, несколько монахов совершили самосожжения, что получило большой резонанс в Европе и США. Кроме того, было уже ясно, что Зьем не способен организовать эффективную борьбу с партизанами НФОЮВ. США организовали наблюдательную экспедицию (Миссия Крулака — Менденхолла), направленную администрацией президента Кеннеди в Южный Вьетнам в начале сентября 1963 года с целью изучения хода войны. Американские представители по тайным каналам связались с готовившими государственный переворот южновьетнамскими генералами. 1 ноября 1963 года Нго Динь Зьем был лишён власти и на следующий день убит вместе со своим братом.
Сменившая Зьема военная хунта оказалась политически нестабильной. На протяжении следующих полутора лет в Сайгоне раз в несколько месяцев происходил очередной переворот. Южновьетнамская армия оказалась вовлечена в политическую борьбу, что позволило партизанам НФОЮВ расширять подконтрольные им территории.
Количество американских военнослужащих в Южном Вьетнаме до официального ввода войск:
- 1959 год — 760
- 1960 год — 900
- 1961 год — 3205
- 1962 год — 11 300
- 1963 год — 16 300
- 1964 год — 23 300

Количество северовьетнамских военнослужащих, переброшенных в Южный Вьетнам на первом этапе войны:
- 1959 год — 569
- 1960 год — 876
- 1961 год — 3400
- 1962 год — 4601
- 1963 год — 6997
- 1964 год — 7970

Итого к концу 1964 года на Юг переброшено более 8000 северовьетнамских военных. Постепенно Северный Вьетнам начал направлять туда не просто живую силу, а целые воинские соединения. В начале 1965 года в Южный Вьетнам прибыли первые три регулярных полка Вьетнамской народной армии.

### Попытки мирного урегулирования конфликта
Документы, обнаруженные в польских и американских архивах, свидетельствуют, что за три года до того, как во Вьетнам были введены американские войска, США и СССР тайно искали способ мирного урегулирования конфликта.
В апреле 1962 года Джон Кеннеди намеревался начать переговоры с Северным Вьетнамом при посредничестве Индии, опираясь при этом на поддержку американского посла в этой стране Джона Кеннета Голбрайта.
Позже, в январе 1963 года, в качестве посредника предполагалось задействовать Польшу, которая передала предложения по мирному урегулированию Москве.
Согласно документам, Голбрайт состоял в дружеских отношениях с премьер-министром Индии Джавахарлалом Неру и был близким доверенным лицом Кеннеди. Голбрайт регулярно отправлял президенту США многочисленные телеграммы, в частности, касавшиеся целесообразности военного вмешательства в дела Вьетнама. По признанию самого Голбрайта, в апреле 1962 года он представил Кеннеди двухстраничный план по задействованию Индии в качестве эмиссара в мирных переговорах.
Уладить вьетнамский конфликт дипломатическими методами при посредничестве Индии и Польши не удалось из-за северовьетнамского сопротивления и серьёзного давления, которое оказывали на Кеннеди военные советники.

### Подготовка полномасштабного вмешательства США (1964—1965)

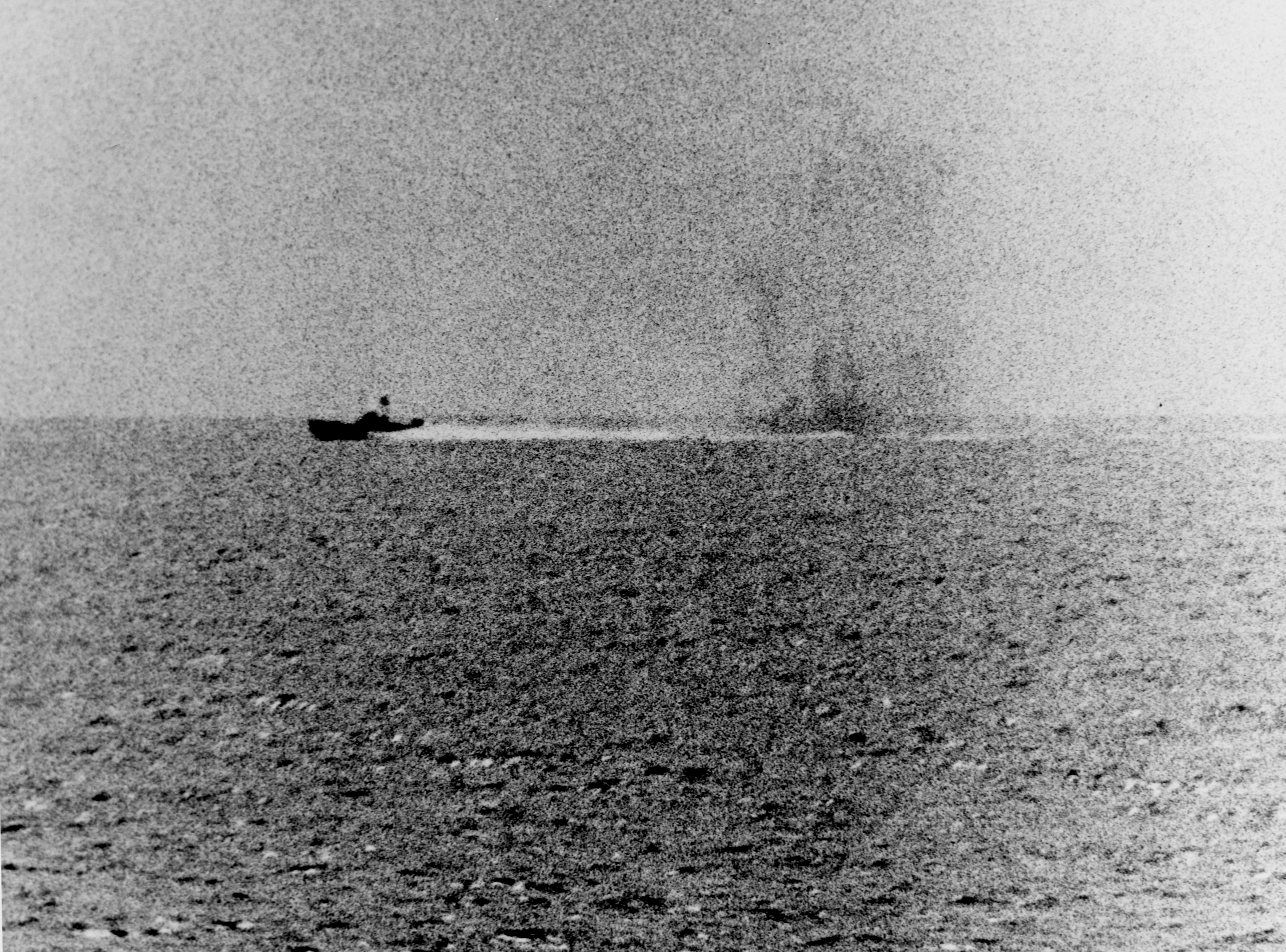
Северовьетнамский катер уходит от огня «Мэддокса» в бою 2 августа 1964 года

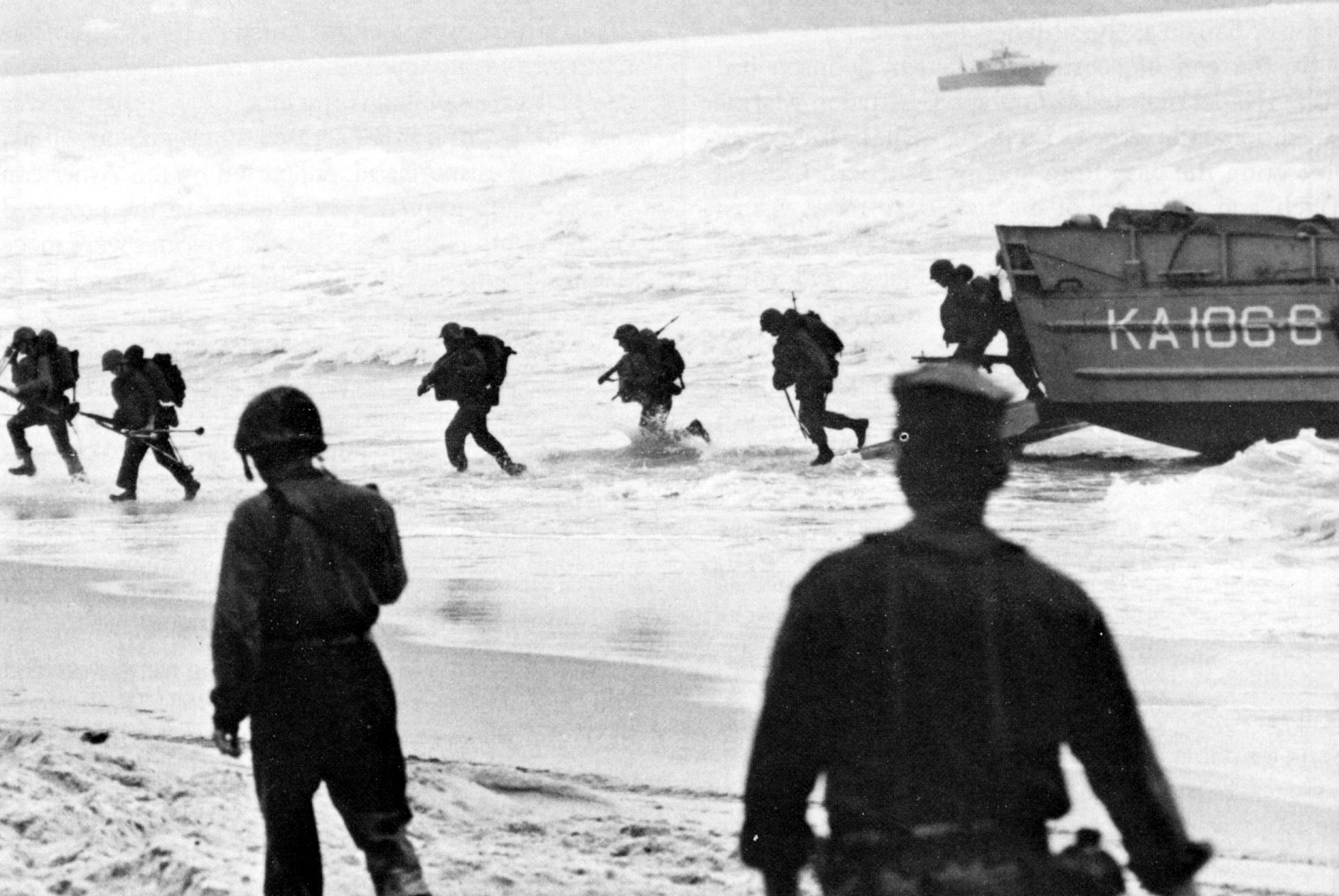
Солдаты 3-го батальона 9-го полка морской пехоты высаживаются в районе Дананга. 8 марта 1965 года

2 августа 1964 года в Тонкинском заливе произошёл бой между американским эсминцем «Мэддокс», выполнявшим радиоэлектронную разведку у берегов Северного Вьетнама, и северовьетнамскими торпедными катерами, первый из двух так называемых «Тонкинских инцидентов». Сам факт этого боя (в отличие от последующих событий) не оспаривается никем из исследователей, однако в описании его деталей существуют значительные расхождения. По одной из версий, «Мэддокс» вторгся в территориальные воды Северного Вьетнама и был перехвачен тремя катерами. Остаётся дискуссионным вопрос, кто первым открыл огонь, однако эсминец при поддержке самолётов F-8 нанёс катерам существенные повреждения и заставил их выйти из боя. Подобный инцидент предположительно повторился в ночь с 4 на 5 августа, хотя почти сразу сомнения в его достоверности были высказаны представителями ВМС США. Существуют разные точки зрения относительно того, имело ли место случайное стечение обстоятельств или же намеренное введение в заблуждение американского руководства разведывательными службами США. В ответ на эти предполагаемые ночные события палубная авиация США 5 августа впервые нанесла удары по военным объектам Северного Вьетнама (воздушная операция «Пронзающая стрела»). Конгресс США принял так называемую «Тонкинскую резолюцию», дававшую право новому президенту США Линдону Джонсону при необходимости использовать военную силу в Юго-Восточной Азии.
Джонсон не спешил воспользоваться данным ему правом. Накануне очередных президентских выборов в США (ноябрь 1964 года) он выступал как «кандидат мира», в противовес своему конкуренту — Барри Голдуотеру, — считавшемуся «ястребом». Такая позиция во многом повлияла на уверенную победу Джонсона. Однако ситуация в Южном Вьетнаме продолжала стремительно ухудшаться. Сменявшие друг друга правительства в Сайгоне были поглощены политическими интригами и не могли остановить завоевание НФОЮВ сельских районов страны. Более того, с конца 1964 года Северный Вьетнам начал отправлять на юг уже не советников, а регулярные воинские подразделения. На этом фоне 7 февраля 1965 года партизаны атаковали американские военные объекты в Плейку, в результате чего пострадали десятки американских военнослужащих. Это было не первое нападение на американские объекты (например, до этого был взорван отель «Бринкс» в Сайгоне, где были расквартированы американские офицеры), но в этот раз Джонсон принял решение о нанесении ответного удара по Северному Вьетнаму, считая его ответственным за расширение активности партизан. Была проведена ещё одна воздушная операция «Пылающее копьё».

### Американское вмешательство (1965—1973)
По мнению генерала Нормана Шварцкопфа, который принимал участие во вьетнамском конфликте сначала в должности советника на стадии ограниченного вмешательства США, а затем будучи командиром батальона американских сухопутных войск, прямое военное вмешательство США во внутривьетнамский конфликт было (цитата) «ужасной ошибкой». Политика США начиная с 1965 года заставила множество южновьетнамских офицеров, до того симпатизировавших США, стать на сторону НФОЮВ и начать помогать партизанам либо тайно, оставаясь на занимаемых должностях, либо открыто перейдя в их стан. Собственно, именно эта политика, по его мнению, предопределила поражение США в войне рано или поздно и сделала его неотвратимым. Если американские военнослужащие, направляемые во Вьетнам советниками, проходили специальные курсы по адаптации в местную среду, нахождению общего языка со своими визави из числа южновьетнамских офицеров, чтобы никоим образом не расстроить чувства национального достоинства присутствием в стране чужеземцев, то при многократном увеличении военного контингента (сначала в восемь, а вскоре в шестнадцать раз) планировщики в Вашингтоне пренебрегли этим фактором, и отношение ввезённой в страну солдатской массы к южновьетнамским военным и местному населению в целом сменилось на снисходительно-пренебрежительное:

Мы даже отталкивали их в сторону, говоря «Отойди с дороги, младший желтолицый брат. Хорошие парни уже здесь, „кавалерия“ прибыла, сейчас мы отправимся за город и разгромим „индейцев“, так что ты просто отойди». Ужасная ошибка. Ужасная ошибка!
Оригинальный текст (англ.)We even pushed them aside, saying, you know, "Get out of the way, little yellow brother. The good guys are here now, we're gonna go out there", you know, "the cavalry has arrived, we’re gonna go out there and defeat the indians in the countryside, you just step back". A terrible mistake. A terrible mistake!
— фрагмент беседы Нормана Шварцкопфа с Дэном Разером в ходе их поездки в воссоединившийся послевоенный социалистический Вьетнам

#### Наступление союзников (1965—1967)
2 марта 1965 года США начали регулярные бомбардировки Северного Вьетнама — воздушную операцию «Раскаты грома» — самую длительную бомбардировочную кампанию авиации США после Второй мировой войны.
8 марта 1965 года для охраны стратегически важного аэродрома Дананг в Южный Вьетнам были направлены два батальона морской пехоты. С этого момента США превратились в участника гражданской войны во Вьетнаме, придав ей новый характер. К концу 1965 года в Южном Вьетнаме находилось около 185 тысяч американских военнослужащих в составе двух полных дивизий и нескольких бригад. В последующие три года контингент был значительно увеличен, достигнув на пике войны 540 тысяч человек.
Первое крупное сражение с участием наземных сил США состоялось в августе 1965 года (операция «Старлайт») в тактической зоне I корпуса. Ещё несколько сражений произошли осенью, наиболее значительным из них стала битва в долине Йа-Дранг в ноябре, в которой с обеих сторон участвовали силы, эквивалентные дивизии.
С середины 1965 по середину 1969 года силы США проводили крупномасштабные наступательные операции в Южном Вьетнаме, направленные на обнаружение и уничтожение крупных подразделений и частей НФОЮВ и северовьетнамской армии. Эта стратегия «найти и уничтожить» (seek and destroy) была разработана главнокомандующим американскими силами в этот период генералом Уильямом Уэстморлендом, который рассматривал войну в традиционном стиле — как боевые действия между крупными силами.
С 1962 года территория Южного Вьетнама была разделена на тактические зоны четырёх корпусов южновьетнамской армии.
- I корпус — северные провинции страны, ближе всего находившиеся к Северному Вьетнаму.
- II корпус — Центральное плоскогорье.
- III корпус — провинции, прилегающие к Сайгону.
- IV корпус — дельта Меконга и южные провинции страны.

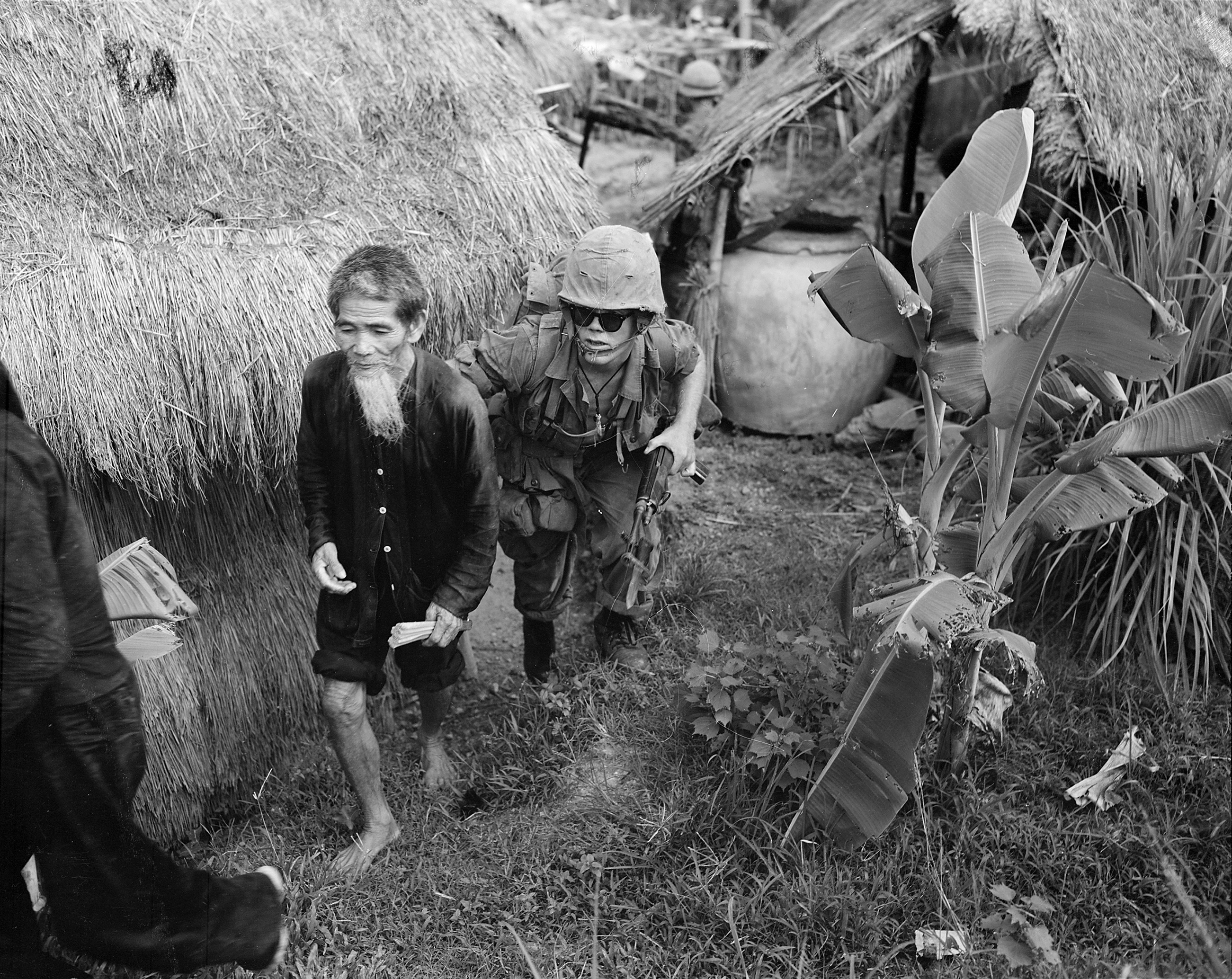
Американский морской пехотинец конвоирует вьетнамца, подозреваемого в принадлежности к НФОЮВ. Район Дананга, август 1965 года

В тактической зоне I корпуса действовали подразделения Корпуса морской пехоты (КМП) США. Закрепившись в нескольких «анклавах» (Дананг, Чулай, Фубай), подразделения КМП в середине 1965 года начали постепенно «очищать» прилегающие районы, имея конечной целью создать единый массив очищенной от партизан территории на побережье. Операции, направленные на слияние анклавов, продолжались в южных и центральных районах I корпуса в течение всего 1966 года. Но если в первые месяцы боевых действий силам США противостояли исключительно подразделения НФОЮВ, просачивавшиеся через демилитаризованную зону (ДМЗ) между Северным и Южным Вьетнамом, то в последующие годы армия США уже имела дело с армией Северного Вьетнама.
Для прекращения северовьетнамской инфильтрации через ДМЗ в июле 1966 года морская пехота провела операцию «Гастингс», а в дальнейшем была вынуждена уделять постоянное внимание этому району, создавая здесь постоянные военные базы. Однако попытки проникновения не прекращались. Столкнувшись с нехваткой сил для одновременного проведения операций вокруг анклавов на юге и сдерживания противника на севере, морская пехота постепенно перебросила основную часть своих сил в район ДМЗ, оставив южные провинции I корпуса вновь прибывшим подразделениям армии США. Контхиен осенью 1967 года и Кхешань в первой половине 1968 года были подвергнуты настоящей осаде значительными силами противника. В то же время постоянно увеличивалось армейское присутствие в южных районах, оставляемых морскими пехотинцами: так, осенью 1967 года здесь была вновь создана 23-я пехотная дивизия США, расформированная после окончания Второй мировой войны. Она стала единственной американской дивизией, заново сформированной непосредственно на территории Южного Вьетнама.
Боевые действия в тактической зоне II корпуса определялись характером местности и действиями сил НФОЮВ и Северного Вьетнама. Северовьетнамские подразделения проникали в Южный Вьетнам с территории соседних Лаоса и Камбоджи, проходили через Аннамские горы вдоль границы и устремлялись к густонаселённым равнинным районам на побережье, изобиловавшим рисом. В свою очередь, американские силы пытались остановить противника в горных районах, а также обнаружить те подразделения, которые всё же сумели просочиться на побережье.

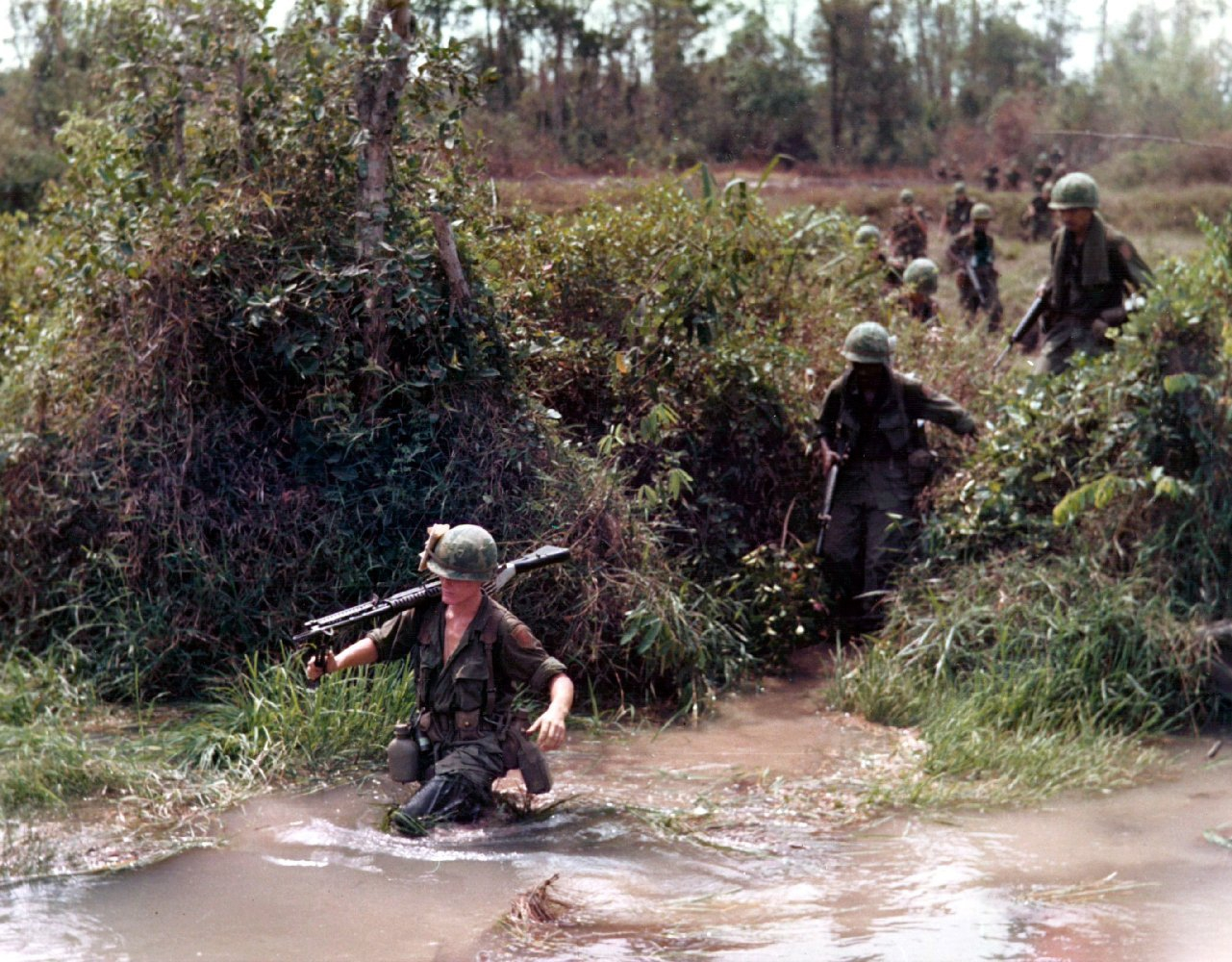
Солдаты 1-й пехотной дивизии США форсируют ручей. 1968 год

В 1965 году основные операции во II корпусе проводила американская 1-я кавалерийская дивизия, остановившая продвижение крупных северовьетнамских частей к побережью в долине Йа-Дранг. С конца 1966 года задача перехвата сил противника в горных районах была возложена на 4-ю пехотную дивизию США, в то время как 1-я кавалерийская дивизия сосредоточила свои усилия на провинции Биньдинь. В южных районах корпуса действовали в основном силы южнокорейского контингента. Боевые действия в горах особенно усилились в 1967 году и достигли кульминации во время ноябрьского сражения при Дакто, в ходе которого значительные потери понесла 173-я воздушно-десантная бригада США, тем не менее, сумевшая при поддержке 4-й пехотной дивизии сорвать планы противника по захвату Дакто.
Однако заметный размах приобрела партизанская война. Основной задачей американских сил здесь было обеспечение безопасности Сайгона, что требовало выявления и уничтожения противника на дальних подступах к городу. Американские 1-я и 25-я пехотные дивизии занимались этим западнее и северо-западнее города, особенно в «военной зоне C» на камбоджийской границе. Велась также борьба с местными партизанами, в частности, в «железном треугольнике» и «военной зоне D». Восточнее Сайгона, в провинции Фуоктуй, базировался австралийский воинский контингент, а к югу от города — основная часть американской 9-й пехотной дивизии.
В 1965—1966 годах силы США проводили операции по установлению контроля над важнейшими линиями коммуникаций в этом районе, особенно над дорогой № 13, шедшей от Сайгона на северо-запад к камбоджийской границе до Локнинь. С конца 1966 года проводились широкомасштабные операции против базовых районов противника («Attleboro», «Сидар-Фолс», «Джанкшен-сити»).
Таким образом, основными противниками в дельте Меконга были правительственная армия и НФОЮВ. Изобилующая лесами, реками и каналами местность, высокая плотность населения и огромные посевы риса делали этот район идеальным для партизанской войны, предоставляя повстанцам укрытие, источник пополнения людских ресурсов и пропитания.
С середины 1965 и по конец 1967 года происходила постоянная эскалация боевых действий в Южном Вьетнаме. Увеличивались численность правительственной армии, сил Северного Вьетнама, группировок США и их союзников. Соответственно увеличивался размах операций, проводимых обеими сторонами, и росли потери в живой силе.
Параллельно с военными операциями США проводили гуманитарные, направленные на завоевание доверия вьетнамского населения. За годы войны была оказана медицинская помощь 40 миллионам мирных жителей. Во время Тетского наступления была оказана помощь 750 тысячам беженцев, получившим более 33 000 тонн продовольствия и 66 000 тонн строительных материалов. Строительный консорциум RMK-BRJ построил более 1000 км дорог, 8,3 км мостов.

#### Тетское наступление (1968)

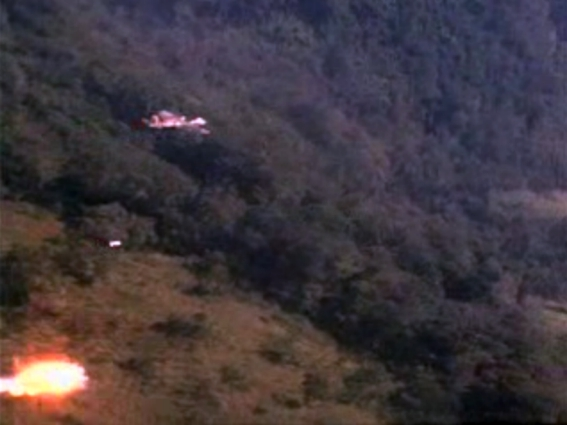
Американский бомбардировщик сбрасывает напалмовые бомбы над Южным Вьетнамом

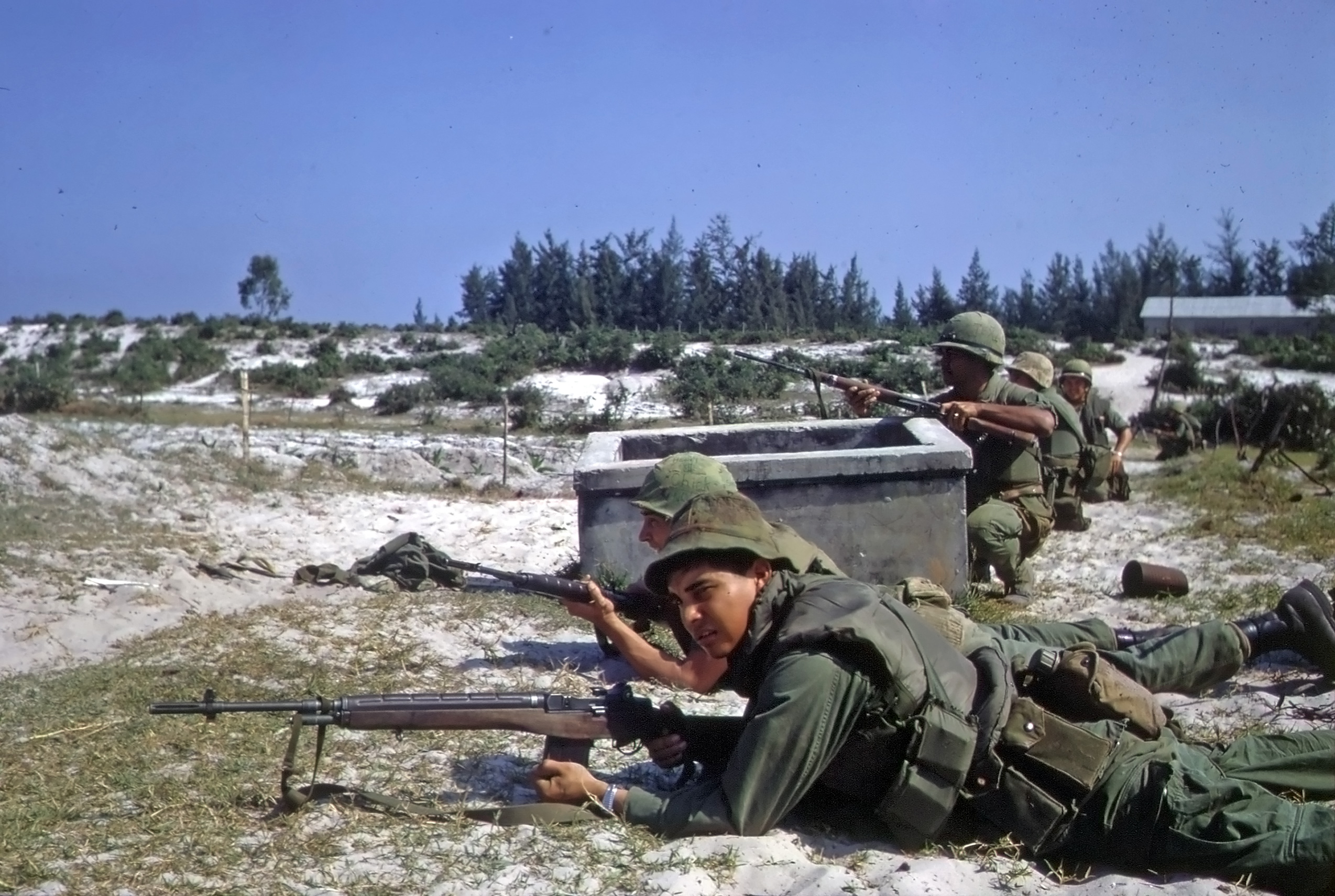
Американские морские пехотинцы в бою в ходе Тетского наступления

Операции против базовых районов оказались недостаточно результативными. Отказ президента Линдона Джонсона от частичной мобилизации и призыва резервистов означал, что пополнение войск осуществлялось только за счёт добровольцев и ограниченного призыва. Офицер должен был половину своего срока службы командовать боевым подразделением; таким образом, смена командиров в подразделениях происходила ещё чаще, чем рядового и сержантского состава. Во Вьетнам направлялись наиболее подготовленные подразделения и наиболее опытные военнослужащие, что привело к ослаблению американских контингентов в Западной Германии, Южной Корее и других странах. В 1965—1967 годах доступные людские резервы армии США были исчерпаны. Так, для вновь сформированной 23-й пехотной дивизии две из её трёх бригад были спешно переброшены во Вьетнам, не имея адекватной подготовки и снаряжения; одна из них (198-я лёгкая пехотная бригада) до этого готовилась к несению полицейской службы в Доминиканской Республике. В 1968 году численность американских войск во Вьетнаме составляла 540 тысяч человек.
Надеясь переломить ход войны, руководство Северного Вьетнама в середине 1967 года начало планировать широкомасштабное наступление на юге, целью которого было свержение правительства Нгуена Ван Тхиеу и создание политических предпосылок для вывода американских войск. Впервые с начала войны удары должны были наноситься по крупнейшим южновьетнамским городам. Чтобы оттянуть силы США в отдалённые районы страны, осенью 1967 года северовьетнамское командование спровоцировало серию так называемых пограничных сражений, в том числе крупной битве при Дакто, которые сопровождались большими потерями (погибло свыше 4000 северовьетнамских солдат) и закончились неудачей. В январе 1968 года крупные силы Северного Вьетнама были сконцентрированы возле базы морской пехоты США Кхешань и начали её осаду, что заставило американскую сторону усилить гарнизон базы.

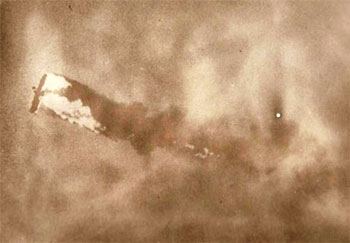
Советские зенитчики сбивают американский самолёт над Вьетнамом

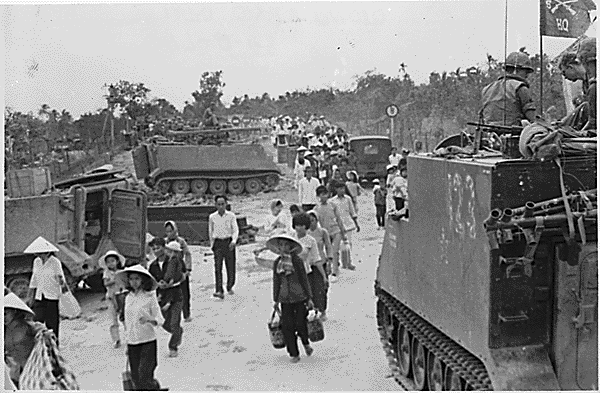
Беженцы покидают город Митхо, проходя мимо американских бронетранспортёров M113. Тетское наступление, дельта Меконга

Командование США было осведомлено о готовящейся наступательной операции, однако недооценивало её масштаб. Определённую роль сыграл и фактор неожиданности — наступление началось в разгар Тета (вьетнамский Новый год) — самого почитаемого праздника во Вьетнаме, на время которого обе воюющие стороны несколько лет подряд объявляли односторонние перемирия. На Тет-1968 перемирие было нарушено. 30—31 января силы Северного Вьетнама и НФОЮВ провели серию атак по всему Южному Вьетнаму, в том числе непосредственно в столице страны Сайгоне. Единственным значительным успехом стал захват двумя полками северовьетнамской армии города Хюэ, древней столицы страны. В других местах атаки были отражены за счёт значительного превосходства обороняющихся в огневой мощи. Тетское наступление завершилось к началу марта. Правительство Тхиеу осталось у власти, Хюэ был отбит американо-южновьетнамскими войсками после одного из самых ожесточённых сражений войны, а НФОЮВ понёс настолько большие потери, что уже не сумел восстановить свой прежний потенциал. В военном плане наступление завершилось провалом, но в психологическом оно оказалось переломным моментом Вьетнамской войны. На этом фоне внезапное Тетское наступление, очень широко освещавшееся средствами массовой информации, разуверило общество в военных победах США во Вьетнаме. Сам факт того, что силы коммунистов сумели провести такую операцию, показывал, что они не истощены и продолжают борьбу. Осада Кхешани, сражения за Сайгон и Хюэ выглядели предвестниками катастрофы. Росло число журналистов и политиков, выступавших против войны — по их мнению, она не могла быть выиграна и носила аморальный характер.
В марте—мае силы союзников в Южном Вьетнаме перешли в контрнаступление. Генерал Уэстморленд полагал, что большие потери противника дают возможность добить его, и запросил дополнительно 206 тыс. военнослужащих для расширения операций. В контексте роста антивоенных настроений этот запрос не мог быть удовлетворён. Президент Джонсон дал согласие лишь на отправку небольшого подкрепления, а 31 марта выступил с телеобращением к нации, в котором объявил о прекращении бомбардировок Северного Вьетнама (за исключением южной части страны), намерении начать мирные переговоры с противником и о своём решении не баллотироваться на очередных президентских выборах.
В начале мая в ходе нового наступления (известного как «мини-Тет») небольшому количеству партизан удалось ворваться в Сайгон, но эти силы были уничтожены союзниками.

#### «Вьетнамизация» и вывод войск США (1969—1973)

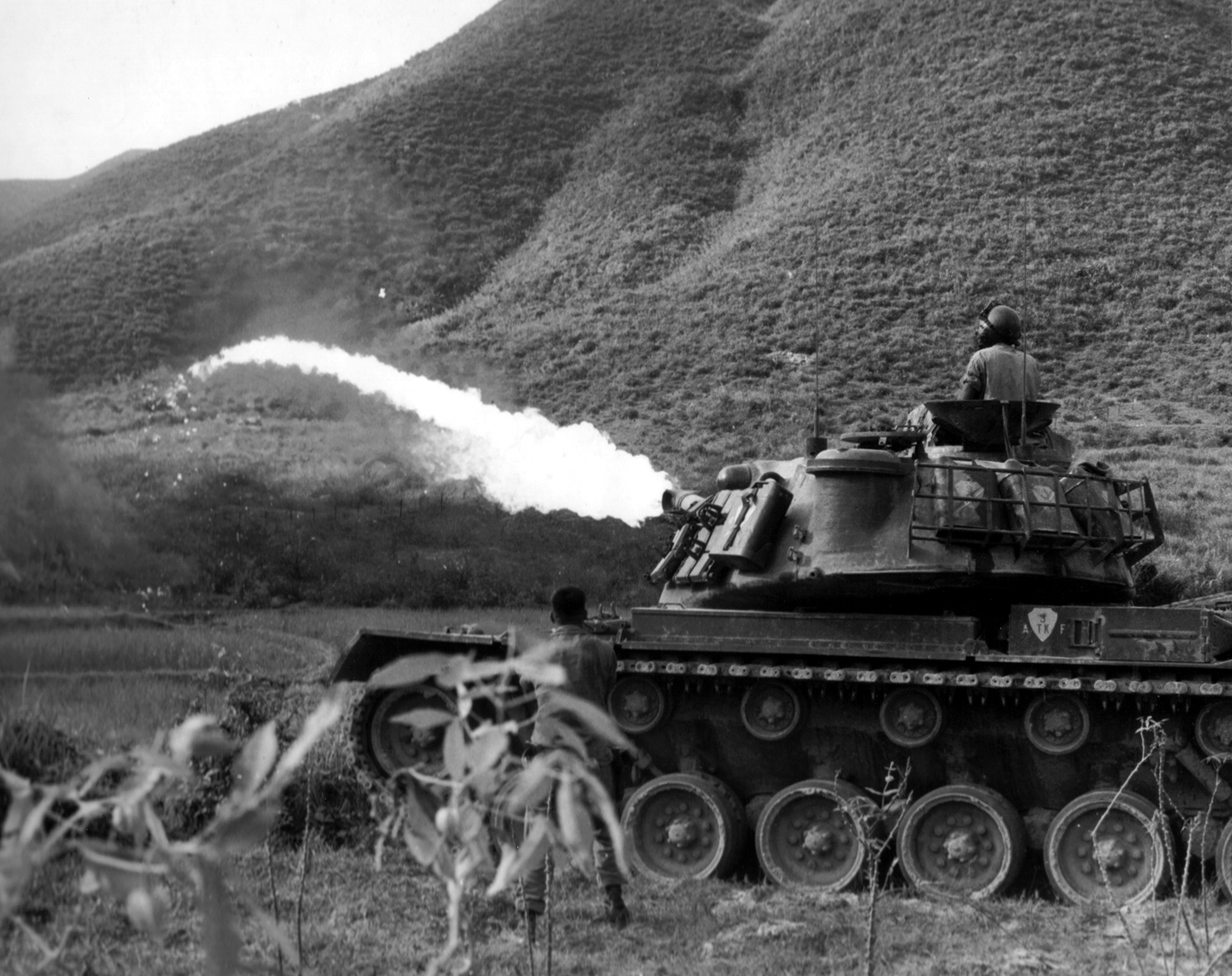
Огнемётный танк M67 Zippo в Дананге

В ноябре 1968 года на президентских выборах в США победил Ричард Никсон, выступавший под лозунгом завершения войны «почётным миром». Явная чувствительность общественности США к потерям в войне привела к изменению целей коммунистов в Южном Вьетнаме при наступлении в начале 1969 года. Первоочередной задачей ставилось нанесение потерь американским войскам. В феврале войска Северного Вьетнама атаковали ряд американских баз (Второе Тетское наступление). Атаки удалось отразить с определёнными потерями для союзников. Политика США в регионе становится направленной на усиление вооружённых сил Южного Вьетнама, ограничение поставок оружия коммунистам и создание предпосылок для скорейшего вывода своих войск. В 1969 году новая администрация США начала политику «вьетнамизации», направленную на передачу ответственности за контроль над территориями войскам Южного Вьетнама — фактически, задачей этой политики было изыскивание возможностей для вывода войск США из зоны конфликта. Это был конец доктрины «найти и уничтожить». В июле начался планомерный вывод войск США из Вьетнама, продлившийся более трёх лет. В этот же период стал заметен процесс разложения американской армии. Причинами разложения, по-видимому, была видимая для солдат бессмысленность долгой войны, партизанские действия коммунистов, среди военнослужащих распространилась наркомания.

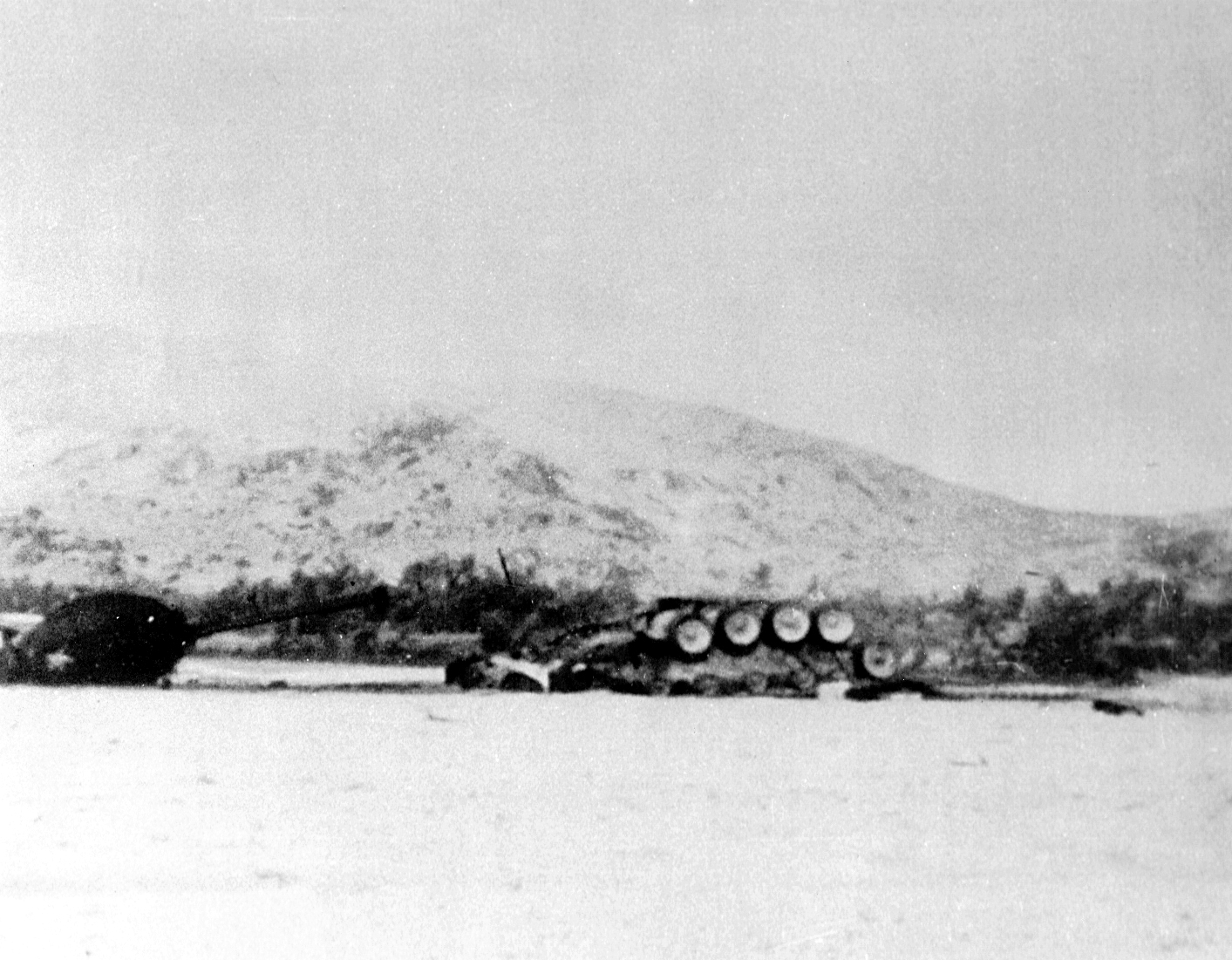
Подорвавшийся на мине танк M48 Patton

В марте 1970 года в соседней Камбодже, где в 1967 году в провинции Баттамбанг, традиционном оплоте сопротивления властям, вспыхнуло крестьянское восстание, подавленное правительственными силами и мобилизованными на расправы чиновниками и горожанами, произошёл переворот. В январе 1968 года местные коммунисты совершили первую военную акцию, в тот момент у них было всего 10 винтовок. Тем не менее Камбоджийские коммунисты приписывали восстание себе. Проамериканский министр Лон Нол — бывший офицер французских колониальных войск — сверг короля Сианука. Новое правительство этого государства во главе с Лон Нолом попыталось выдворить из страны северовьетнамские войска, использовавшие её территорию для операций против Южного Вьетнама. В ответ войска Северного Вьетнама начали успешные военные действия против правительственных войск Камбоджи. Для помощи Лон Нолу США и Южный Вьетнам были вынуждены в конце апреля ввести свои войска в Камбоджу. Эти действия привели к очередной вспышке антивоенных выступлений в США, и через два месяца американская армия покинула Камбоджу по распоряжению Никсона (южновьетнамские войска оставались там до осени). Армия США всё более деморализовывалась — в 1970-м году наркотики во Вьетнаме принимали 65 тыс. военнослужащих США (то есть каждый пятый из 335-тысячной группировки, находившейся во Вьетнаме на тот момент).
В феврале-марте 1971 года крупным событием была операция «Лам Шон 719», в ходе которой войска Южного Вьетнама при поддержке авиации США попытались перерезать «тропу Хо Ши Мина» в Лаосе и пресечь переброску оружия и солдат Северным Вьетнамом на юг. Операция завершилась полным разгромом южновьетнамской группировки.
В самом Южном Вьетнаме в 1971 году американские войска уже не проводили значительных боевых операций. С начала войны и к моменту окончания крупных наземных операций США потеряли около 350 танков.
30 марта 1972 года началось очередное крупное наступление войск Северного Вьетнама на территории Южного Вьетнама, вошедшее в историю как Пасхальное наступление. Северовьетнамские войска, предназначенные для этой операции, насчитывали около 125 тысяч солдат и впервые с начала войны были усилены несколькими сотнями танков. Наступление проводилось в трёх направлениях — в разных частях Южного Вьетнама. В связи с продолжающимся ростом антивоенных настроений в США успех операции мог завершить войну на условиях, выгодных Северному Вьетнаму. Благодаря эффективной поддержке авиацией США, вооружённые силы Южного Вьетнама выдержали натиск противника. Тем не менее, часть территории Южного Вьетнама оказалась в руках Северного Вьетнама. Обе стороны были существенно истощены в ходе затяжных боёв. В целом неудачный исход Пасхального наступления вынудил руководство Северного Вьетнама активизировать переговоры с американскими представителями в Париже, чтобы дать США возможность скорейшего выхода из войны на «почётных» условиях. К июлю 1972 года коммунисты контролировали около 10 % территории Южного Вьетнама по сравнению с 40 % восемью годами ранее, до начала американского вмешательства.
Переговоры достигли больших успехов в октябре, когда речь шла уже о конкретной дате подписания перемирия. Однако камнем преткновения стала позиция южновьетнамского президента Тхиеу, заставившего американскую делегацию выдвинуть явно неприемлемые для северовьетнамской стороны предложения. В середине декабря представители Северного Вьетнама отказались от продолжения переговоров. Чтобы заставить их вернуться к переговорному столу и уже согласованным до вмешательства Тхьеу условиям будущего договора, США провели двухнедельную кампанию ковровых бомбардировок городов Северного Вьетнама, в основном Ханоя (Linebacker II), самую мощную за всю войну. В начале января 1973 года переговоры возобновились.
27 января 1973 года было подписано Парижское мирное соглашение, по которому американские войска покидали Вьетнам (к этому времени все сухопутные боевые части уже были выведены, и в стране оставалось 24 тыс. американцев). Выполняя подписанное соглашение, 29 марта того же года США завершили вывод своих войск из Южного Вьетнама.

### Завершающий этап войны (1973—1975)

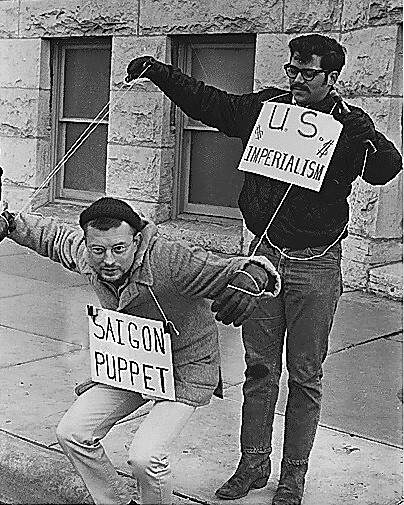
Антивоенные протесты

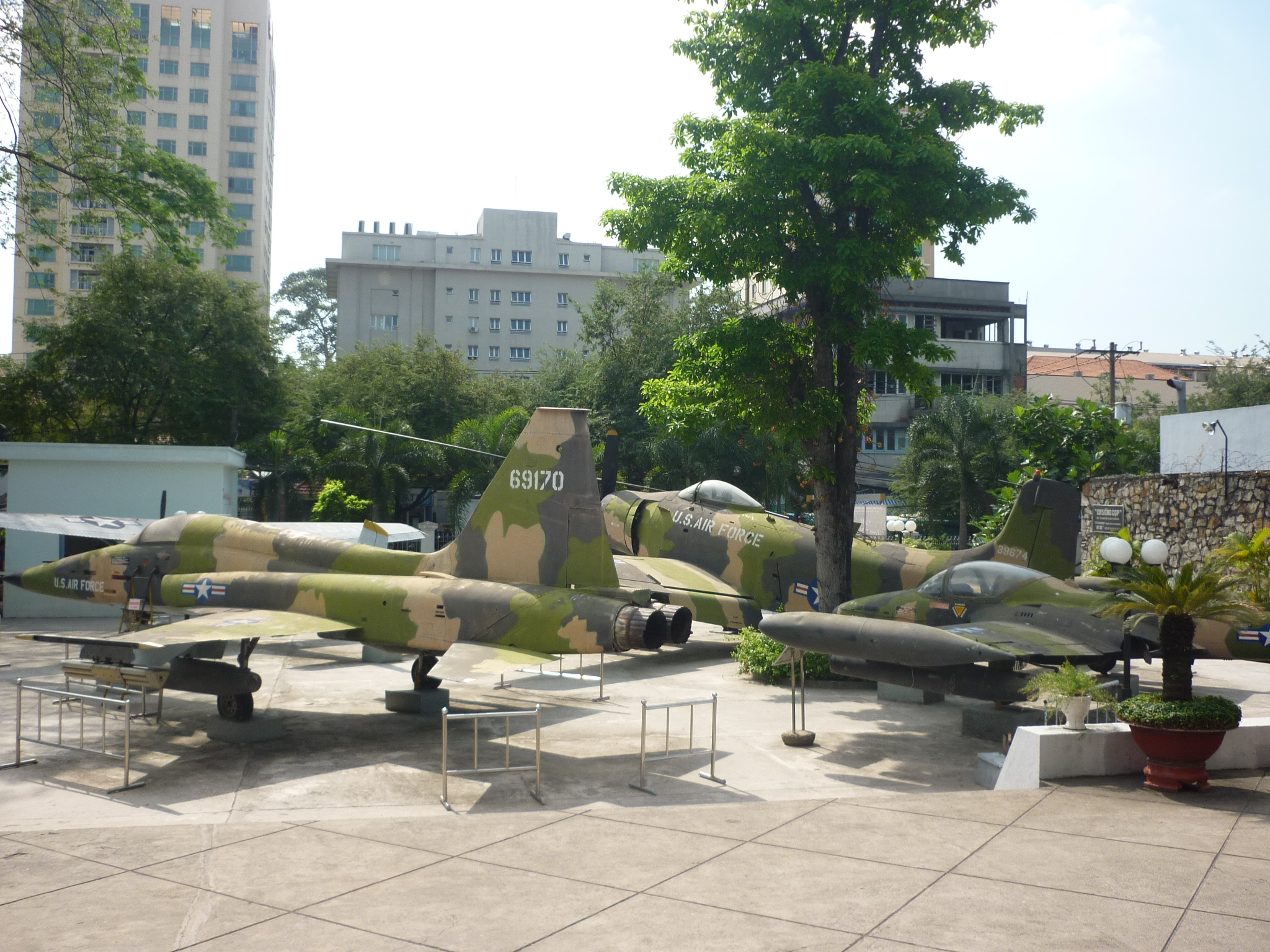
Трофейные самолёты, захваченные северовьетнамской армией.

После подписания договора о перемирии южновьетнамские войска имели численность более миллиона человек, вооружённые силы Северного Вьетнама, дислоцированные на территории Южного, насчитывали более двухсот тысяч солдат.
Соглашения о прекращении огня на территории Южного Вьетнама не выполнялись. Южновьетнамское командование за первые сутки после вступления в силу соглашения о прекращении огня насчитало 334 стычки, начатые коммунистами. В 1973 году силами коммунистов были совершено 15 тысяч террористических актов. Как коммунисты, так и южновьетнамские правительственные войска в ходе боёв делили подконтрольную территорию. Северный Вьетнам продолжал перебрасывать подкрепление своим войскам на юге по «тропе Хо Ши Мина», что было облегчено прекращением американских бомбардировок. Кризис в экономике Южного Вьетнама, как и уменьшение объёмов американской военной помощи под давлением Конгресса США в 1974 году способствовали падению боевых качеств южновьетнамских войск. Всё большее количество территорий Южного Вьетнама де-факто отходили под власть Северного Вьетнама. Правительственные войска Южного Вьетнама несли потери. В декабре 1974 — январе 1975 северовьетнамская армия провела пробную операцию по захвату провинции Фыоклонг, чтобы проверить реакцию США. Убедившись, что США не намерены возобновлять своё участие в войне, в начале марта 1975 года северовьетнамские войска развернули широкомасштабное наступление. Южновьетнамская армия была дезорганизована и в большинстве районов не сумела оказать адекватного сопротивления. В результате двухмесячной кампании северовьетнамские войска заняли большую часть Южного Вьетнама и подошли к Сайгону. Пять южновьетнамских генералов покончили с собой. В 11:30, 30 апреля 1975 года коммунисты подняли знамя над Дворцом Независимости в Сайгоне — война закончилась полной победой северовьетнамских войск.
Те из южновьетнамцев, кто сотрудничал с южновьетнамским режимом и американцами, подвергались репрессиям. Их направляли в так называемые «лагеря перевоспитания», ссылали в «новые экономические зоны». Ещё до падения Сайгона повсеместная паника и массовое дезертирство вызвали огромную волну вьетнамских беженцев. Символом поражения США во Вьетнаме считаются телевизионные кадры, на которых приземляющиеся на корабли вертолёты с беженцами после разгрузки сталкиваются в воду, чтобы освободить место для других вертолётов (смотрите статью Операция «Порывистый ветер»). Бегство южновьетнамцев продолжилось и после падения Сайгона. Они пускались в рискованный путь на лодках или маленьких судах. На Западе они стали известны под названием «люди в лодках».
Трофеями народной армии Северного Вьетнама на завершающем этапе войны в 1975 году стали 550 танков, 1380 бронетранспортёров, около 1000 самолётов и вертолётов у Южного Вьетнама, 12 гражданских самолётов и вертолётов у ЦРУ США, и вдобавок 133 самолёта и вертолёта у Камбоджи, 1600 единиц артиллерии, 1220 катеров, 80 кораблей, 14 900 миномётов, 200 безоткатных орудий, 63 000 гранатомётов M72 LAW, 65 500 гранатомётов M79, 15 320 пулемётов, 946 000 винтовок M16, 961 580 других винтовок и автоматов, 500 000 ружей, 114 000 пистолетов, 42 000 грузовиков, 48 000 радиостанций и 150 000 тонн боеприпасов (см. подробный список). Стоимость захваченного вооружения составляла более 5 миллиардов долларов.

## Характеристика войны

### Участие других стран

#### Южная Корея
Первые южнокорейские военнослужащие прибыли во Вьетнам в 1964 году, а первые крупные боевые подразделения — осенью 1965. Правительство Южной Кореи согласилось на отправку войск с условием, что США возьмут на себя их тыловое обеспечение и содержание, а также обеспечат современным оружием (в связи с этим советская пресса называла южнокорейских солдат наёмниками
). Всего в Южный Вьетнам было переброшено две дивизии и одна бригада, которые составили самый крупный иностранный воинский контингент в стране после американского — более 300 000 человек личного состава за весь период пребывания. Южнокорейские солдаты хорошо зарекомендовали себя в бою, однако получили мрачную репутацию среди вьетнамцев из-за жестокости по отношению к мирному населению. Только в 1990-х годах в Южной Корее стали известны факты массовых убийств, совершённых солдатами национальной армии во Вьетнаме.
Южная Корея вывела свои войска из Вьетнама в 1973 году — последней из стран-союзниц США. Всего через войну прошло более 300 тыс. военнослужащих, расходы на содержание южнокорейского воинского контингента составили 927,5 млн долларов США, военные потери — 5099 человек убитыми, 11 323 ранеными и 4 пропавшими без вести.

#### Австралия и Новая Зеландия
Австралийское правительство в первой половине 1960-х годов было обеспокоено активизацией действий коммунистических сил в Юго-Восточной Азии, в том числе действиями Индонезии против Малайзии и борьбой партизан в Южном Вьетнаме. Уже в 1962 году во Вьетнам прибыли австралийские военные советники. В апреле 1965 года было принято политическое решение об отправке туда батальона, который первоначально находился под оперативным контролем 173-й воздушно-десантной бригады США.
В 1966 году в связи с отправкой дополнительных войск была создана 1-я австралийская оперативная группа (1st Australian Task Force, 1 ATF). Её задачей было обеспечение безопасности в провинции Фуоктуй восточнее Сайгона. В период с апреля 1966 года до октября 1971 года в составе группы действовали три эскадрона австралийских «коммандос» из состава полка специального назначения SASR (Special Air Service Regiment). Также во Вьетнам была направлена рота танков «Центурион», которые использовались для защиты военных баз и при сопровождении транспортных колонн.
В отличие от американцев, австралийцы делали упор не на крупные операции при поддержке значительной огневой мощи, а на действия мелких подразделений, способных долгое время находиться в джунглях и труднообнаружимых для противника. Тем не менее, австралийские войска приняли участие в нескольких крупных сражениях, самым знаменитым из которых стала битва при Лонгтане (18 августа 1966 года), когда австралийская рота успешно отразила атаку усиленного полка НФОЮВ, уничтожив более 245 вражеских солдат при потере 18 своих. Помимо наземных войск, в боевых действиях участвовали три эскадрильи национальных ВВС (эскадрилья средних бомбардировщиков «Канберра», транспортных самолётов и вертолётная), а также корабли ВМС. В самой Австралии в ходе войны развернулось достаточно активное антивоенное движение. Вывод войск из Вьетнама был завершён в конце 1972 года; на войне побывали 50 тыс. австралийцев, около 500 из которых погибли.
Войска Новой Зеландии во Вьетнаме всегда действовали совместно с австралийскими. Их численность никогда не превышала 600 человек в составе пехотного батальона, артиллерийских подразделений (новозеландская батарея 105-мм гаубиц прибыла во Вьетнам в июле 1965 года) и сил спецназа SAS. За всё время войны во Вьетнаме новозеландцев было 3890 человек. Потери составили 37 человек погибших и 187 раненых.

#### Таиланд
Первые военнослужащие (10 пилотов и 7 авиатехников ВВС Таиланда) прибыли в Южный Вьетнам в 1964 году, в 1965 году во Вьетнам были направлены ещё 200 моряков (экипажи для двух кораблей, переданных США по программе военной помощи); в 1966 году численность контингента увеличилась на несколько человек (экипажи для двух военно-транспортных самолётов C-123, переданных США для ВВС Таиланда); в 1967 году в южный Вьетнам прибыло подразделение «Королевская кобра» (2207 военнослужащих); в 1969 году — крупное пехотное подразделение «Чёрные пантеры» и 45 авиатехников. Общая численность военнослужащих Таиланда, принимавших участие в войне во Вьетнаме, оценивается в две бригады (не считая военнослужащих тыловых частей). Личный состав тайских подразделений комплектовался на добровольной основе, однако США выплачивали надбавки «за заграничную службу» (с учётом надбавки, тайские военнослужащие во Вьетнаме получали до 7 долларов в день, а в некоторых случаях — до 10 долларов в день при том, что в Таиланде их денежное довольствие составляло 5 долларов в месяц).
Тайские войска принимали участие в боевых операциях в тактической зоне III корпуса, максимальная численность контингента — 11 568 чел. была достигнута к 1970 году, к 4 февраля 1972 года военнослужащие Таиланда покинули Южный Вьетнам; потери составили более 300 человек. Таиланд также сыграл важную роль в обеспечении американских воздушных операций в Юго-Восточной Азии, предоставив авиации США свои авиабазы.

#### Филиппины

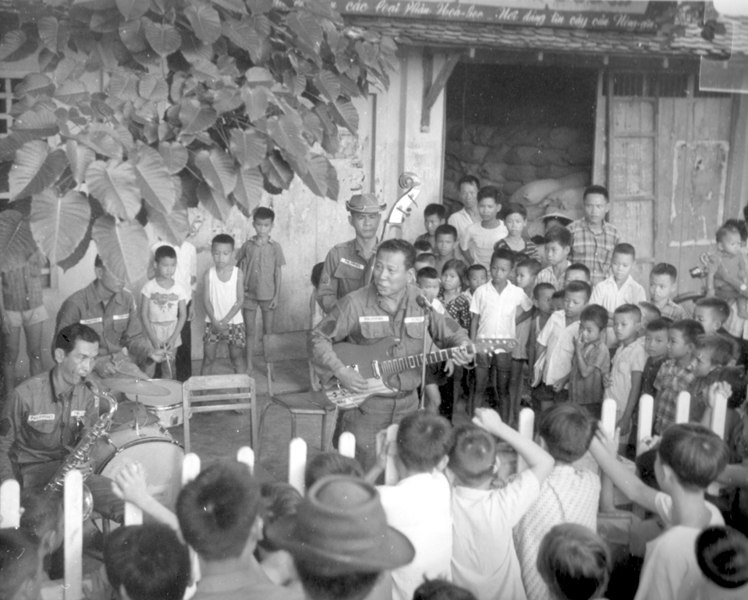
Филиппинские военнослужащие проводят концерт для вьетнамских детей

Филиппины направили во Вьетнам только гражданский контингент. В октябре 1964 года в Южный Вьетнам прибыли две группы медиков (общей численностью 68 человек), а в 1966 году — «группа гражданских действий» (1000 чел.), в состав которой входили военнослужащие небоевых частей (военные врачи, инженеры-строители) и гражданский персонал (специалисты по сельскому хозяйству и др.). Филиппинский контингент (в деятельности которого на территории Вьетнама в разное время приняли участие до 2 тысяч филиппинских граждан) действовал в основном в провинции Тэйнинь (здесь были построены медицинский центр и несколько дорог) и был выведен из Вьетнама в 1970 году, расходы на его содержание составили 35 млн долларов. В рамках программы военной помощи США безвозмездно передали филиппинскому контингенту два речных патрульных катера, армейские автомашины и инженерно-строительную технику, а также лёгкое стрелковое оружие — пистолеты, автоматы M-16 и пулемёты M-60 «для самозащиты личного состава».

#### Тайвань
Официально Тайвань не принимал участия в войне, однако в Сайгон была направлена группа специалистов «психологической войны» (31 офицер); по информации Марека Хагмайера, военно-транспортные самолёты C-130 ВВС Тайваня участвовали в доставке в Южный Вьетнам военных грузов, а самолёты-заправщики KC-135 участвовали в заправке топливом американских самолётов, совершавших авиаудары по территории Северного Вьетнама (во время Вьетнамской войны у Тайваня не могло быть самолётов KC-135; до 1991 года самолёты этого типа экспортировались только в одну страну мира — Францию).[уточнить]

#### Япония
Для доставки вооружения и иных военных грузов с военных баз США на Японских островах во Вьетнам с 1964 года использовались десантные корабли LST водоизмещением 2-3 тысячи тонн под флагом США, которые находились в подчинении военного командования США на Дальнем Востоке (Иокогама). Команды всех LST (количество которых к концу 1967 года увеличилось до 28) состояли из японских моряков. Всего с 1964 до конца 1969 года в выполнении работ участвовали около трёх тысяч японских моряков. По официальным данным правительства Японии, во Вьетнаме погибли четыре японских моряка из команд LST.

#### Бельгия
Правительство Бельгии отказалось от участия в войне во Вьетнаме, однако после настойчивых требований со стороны США, направило в Южный Вьетнам партию медикаментов и безвозмездно передало для южновьетнамской армии одну санитарную машину. Американский сенатор Фрэнк Черч выразил крайнее недовольство объёмом помощи со стороны Бельгии.

#### СССР
Советское руководство в начале 1965 года приняло решение о начале войны в воздухе против США. По оценке председателя Совета министров СССР Алексея Косыгина, помощь Вьетнаму во время войны обходилась Советскому Союзу в 1,5 млн рублей в день. Непосредственное участие в боевых действиях принимали расчёты зенитно-ракетных комплексов (ЗРК). Первый бой между зенитчиками СССР и американской авиацией состоялся 24 июля 1965 года.
До конца войны СССР поставил Северному Вьетнаму 95 ЗРК С-75 «Десна» и более 7,5 тысяч ракет к ним. Кроме того, за время войны было поставлено 687 танков и 316 самолётов. Многие американские и российские источники ошибочно указывают, что Северный Вьетнам в ходе войны получил из СССР около 2000 танков. На самом деле эта цифра основана на 2056 танках, поставленных за всё время сотрудничества с 1953 по 1991 год, то есть в неё включены танки, поставленные уже после войны.
Существуют утверждения о том, что Советский Союз был вовлечён во Вьетнамскую войну гораздо глубже, чем принято считать. В частности, американский журналист и бывший советский офицер Туркестанского военного округа Марк Штернберг писал о четырёх истребительных авиадивизиях СССР, будто бы принимавших участие в боях с американской авиацией. Здесь можно привести слова Ильи Щербакова, советского посла в Демократической Республике Вьетнам в период войны:

Помощь в отражении воздушной агрессии как раз и была главной задачей советских военспецов во Вьетнаме. Этим, по существу, ограничивалось их участие в боевых действиях. Хотя окружавший их ореол секретности давал пищу для многочисленных мифов. Рассказывали о русских парнях, бродящих с «калашниковыми» по вьетнамским джунглям и наводящих ужас на американцев, о советских асах, летающих на советских же МИГах под вьетнамскими именами, но во время поединков с «фантомами» отчаянно бранящихся самыми что ни на есть русскими выражениями. И мне, например, в отпуске приходилось убеждать друзей и знакомых, что всё это — анекдоты и россказни.

Миф об участии советских лётчиков в воздушных боях с американской авиацией получил отражение в песне «Фантом», а также в анекдотах о Ли Си Цыне.
По оценке научного директора Российского военно-исторического общества Михаила Мягкова, если бы не СССР, то Северный Вьетнам был бы разгромлен.

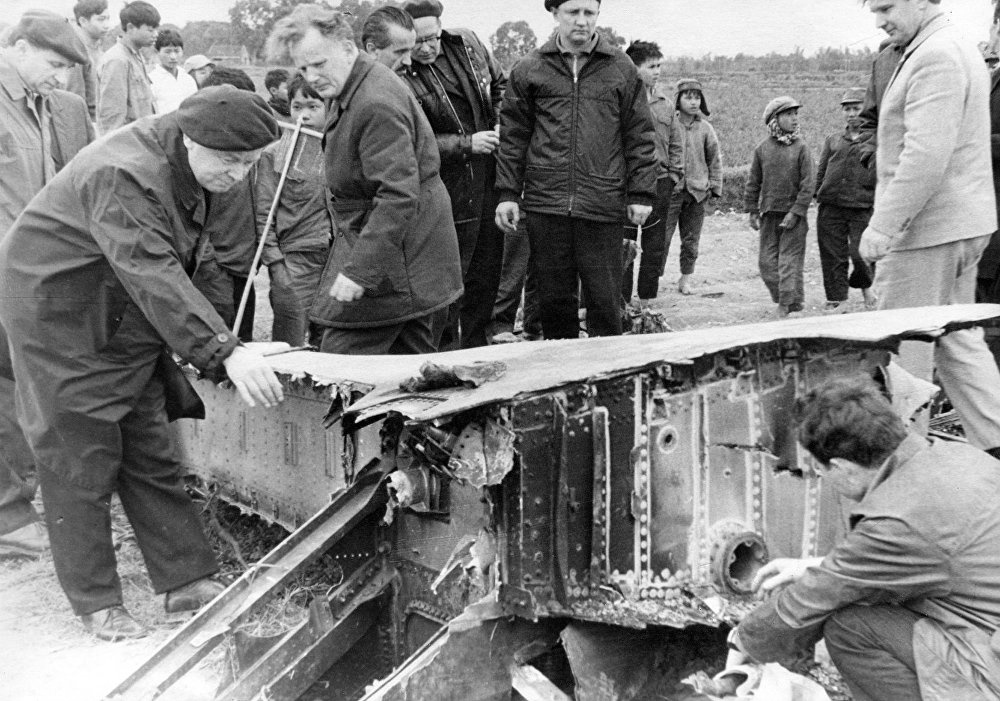
Советские специалисты осматривают обломки B-52, сбитого в окрестностях Ханоя 23 декабря 1972 г.

#### КНР
Китай оказал Северному Вьетнаму значительную военно-экономическую помощь. Мао Цзэдун, благоприятствуя появлению ещё одного коммунистического режима в регионе Юго-Восточной Азии, оказывал помощь ДРВ ещё с 50-х годов. С началом войны помощь только увеличилась. За время войны Северный Вьетнам получил от Китая 560 танков и 164 самолёта.
На территории ДРВ дислоцировались китайские сухопутные войска, в состав которых входило несколько частей и соединений зенитной (ствольной) артиллерии, прикрывавшей вьетнамское небо (собственной системой ПВО Китай не располагал и в части современного зенитно-ракетного вооружения зависел от СССР, что также являлось одним из поводов нарастания советско-китайской напряжённости). МИД Вьетнама утверждает, что ранее между Вьетнамом и КНР был заключён секретный договор, предусматривавший предоставление помощи Вьетнаму в части ПВО. Китай не выполнил соглашение, не направил своих лётчиков в июне 1965 г. во Вьетнам, заявив, что «для этого — неподходящий момент» и «поступая так, мы не могли бы помешать врагу усилить воздушные налёты». В августе 1966 г. просьба Вьетнама о помощи была отвергнута вторично. Во время бомбёжек Вьетнама авиация КНР ограничилась защитой своих южных провинций (по версии МИД Вьетнама, не желая победы вьетнамских коммунистов и усиления этой страны). Кроме того, через территорию КНР в Северный Вьетнам осуществлялись основные поставки советского оружия и боеприпасов посредством железной дороги. С ухудшением отношений между СССР и КНР начались проблемы и с транзитом советских военных грузов. К началу 1970-х Мао, видя, что вьетнамское руководство во главе с Ле Зуаном все более тяготеет к Москве, а не к Пекину и собирается строить коммунизм по советской, а не по китайской модели, резко уменьшил военные поставки во Вьетнам и переключил своё внимание на красных кхмеров в Камбодже. Ещё одной причиной было усиление и самого Северного Вьетнама, что вылилось в дальнейшем в победу и объединение страны в 1976 году, военный конфликт Вьетнама с Кампучией и как итог в вооруженный конфликт между КНР и Вьетнамом в 1979 году. Окончательно официальный Пекин прекратил оказывать помощь Ханою после потепления китайско-американских отношений и визита в КНР президента США Ричарда Никсона в 1972 году.
С 1965 по 1975 годы правительство КНР направило во Вьетнам в общей сложности 320 тыс. человек, оказывавших помощь в области ПВО, как технические специалисты, при строительстве железных дорог и мостов (воздерживаясь от прямого участия в боевых действиях против США). Из них порядка тысячи погибло.
Во время налётов авиации США на Вьетнам в некоторых случаях американские самолёты залетали в воздушное пространство КНР. 12 апреля 1966 г. в воздухе над территориальными водами КНР — A-3B. 21 августа 1967 г. было сбито два A-6A, бомбивших Вьетнам, и залетевших в воздушное пространство КНР.

#### КНДР
21 сентября 1966 года ЦК ПТВ обратился с официальным письмом к Председателю ЦК ТПК Ким Ир Сену с просьбой «о помощи в борьбе с американскими агрессорами». Письмо подписал министр обороны ДРВ Во Нгуен Зяп. 24—30 сентября КНДР посетила вьетнамская военная делегация во главе с начальником Генштаба ВНА. Было подписано соглашение о направлении в ДРВ трёх групп истребителей ВВС КНДР, по 10 машин каждая: две на МиГ-17 и одна на МиГ-21. Пхеньян брал на себя полное техническое обеспечение. Также в соглашении прописывалось оперативное подчинение групп вьетнамскому командованию.
В октябре 1966 и в начале 1967 года лётчики и самолёты ВВС КНДР были направлены в ДРВ и включены в состав 921-й и 923-й истребительных эскадрилий ВВС ДРВ. Они носили форму ВНА и базировались на аэродроме Кеп. В 1968—1969 годах вернулись в КНДР.
В 2000 году КНДР и Вьетнам официально признали факт участия северокорейских лётчиков во Вьетнамской войне.
17 августа 2007 года во вьетнамской газете «Tuoi Tre» опубликована статья, в которой сообщалось, что в 2002 году в КНДР были отправлены останки 14 северокорейцев, ранее похороненных на одном из кладбищ в провинции Базянг. 28 августа эта же газета опубликовала письмо отставного генерал-майора КНА, в котором он утверждал, что всего в ДРВ воевало 87 лётчиков, которые находились в стране с 1967 по начало 1969 года, 14 из них погибли или умерли от болезней. Также, он утверждал, что они сбили 26 самолётов США и их союзников.
Кроме того, в ДРВ были отправлены два северокорейских полка ПВО.

### Война в воздухе
За время войны американцы сбросили 6 727 084 тонны бомб (для сравнения — за время Второй мировой войны на Германию было сброшено всего 2 700 000 тонн бомб).
Вьетнамская война стала первой войной, в которой массово применялись зенитные ракеты и сверхзвуковые боевые самолёты.
Американская авиация проводила операции в Северном Вьетнаме и Южном Вьетнаме, а также в Лаосе и Камбодже. В Северном и Южном Вьетнаме велись две совершенно разные воздушные войны, различавшиеся задачами, средствами и способами их выполнения.
В ходе Вьетнамской войны авиация ВВС, ВМС и КМП США выполняла множество разнообразных задач, играя значительную роль в боевых действиях. Основными местами базирования были аэродромы в Таиланде, Южном Вьетнаме, а также авианосцы в Тонкинском заливе.
По американским данным с 1962 по 1973 год ВВС, ВМС, КМП и Армейская авиация США потеряли в Юго-Восточной Азии 3744 самолёта всех типов. Потери БПЛА составили около 1000 единиц. Потери вертолётов по американским данным на 3 февраля 2018 года составили 5607 машин из 11827 задействованных (ранее было известно только о 5086 потерях), в которых погибло 4867 пилотов, членов экипажа и пассажиров, не считая южновьетнамских пассажиров. Таким образом, по американским данным США потеряли во Вьетнаме более 10 000 самолётов, вертолётов и БПЛА. Кроме того, только китайские перехватчики сбили более 300 американских разведывательных автоматических дрейфующих аэростатов.
Потери от атак на аэродромы составили 393 уничтоженных (75 самолётов из ВВС) и 1185 повреждённых американских самолётов и вертолётов.
Северовьетнамцы заявляли что потери авиации США были значительно выше. Например, по их данным, за всю войну только над ДРВ был сбит 4181 американский самолёт и беспилотный разведчик, что в 4 раза выше американских данных. По современным российским данным, северовьетнамской ПВО были сбиты 3,2 тысячи американских самолётов.
Южный Вьетнам потерял в ходе войны около 2500 самолётов и вертолётов.
Северный Вьетнам в ходе войны по боевым и небоевым причинам потерял 134—146 самолётов. При этом после окончания войны ДРВ многократно восполнила потери трофейными самолётами и вертолётами американского производства (одних только «Хьюи» северовьетнамцы захватили более 400 штук).

#### Северный Вьетнам

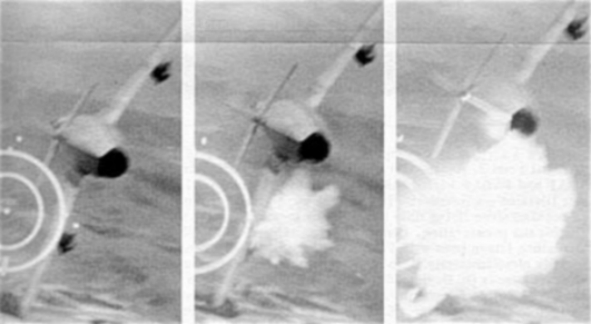
Кадры воздушного боя: северовьетнамский МиГ-17, поражённый пушечным огнём F-105 (пилот — майор Ральф Кастер). 1967 год

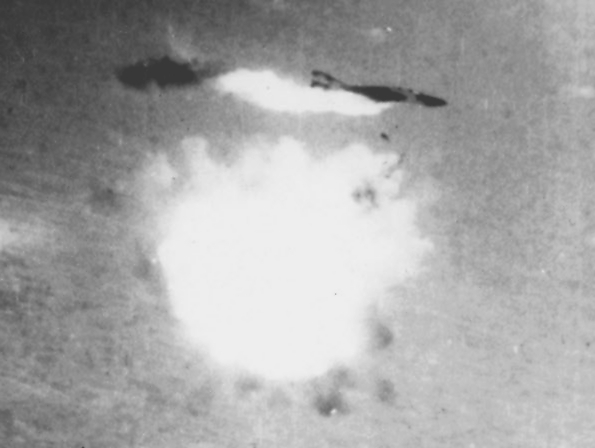
Момент поражения американского F-4 ракетой ЗРК С-75

Первые воздушные удары по Северному Вьетнаму были нанесены в августе 1964 и феврале 1965 года. Кампании регулярных бомбардировок проводились с марта 1965 по октябрь 1968 года (Операция «Rolling Thunder») и с апреля 1972 по январь 1973 года (операции «Linebacker I» и «Linebacker II»). Между этими двумя кампаниями авиация США совершала разведывательные вылеты и наносила эпизодические удары по отдельным целям.
Своеобразие воздушной войны над ДРВ придавали поставленные перед авиацией задачи. Основной целью бомбардировок было оказание политического давления на северовьетнамское руководство, чтобы заставить его отказаться от поддержки партизанского движения в Южном Вьетнаме. Кроме того, удары должны были подорвать ту часть военного потенциала страны, которая была направлена на эту поддержку. В основу кампании «Rolling Thunder» была положена так называемая доктрина градуализма, выдвинутая политическими советниками президента Л. Джонсона. Авиация уничтожала сначала малозначительный объект; если северовьетнамское руководство не реагировало на это, уничтожался более значительный объект. Тем самым в Ханой, по замыслу американских политиков, посылался «сигнал» о том, что в конечном счёте угроза уничтожения может нависнуть и над стратегически важными предприятиями страны. Это обусловило поэтапный характер воздушных операций. Все цели рассматривались и одобрялись в Белом доме лично Джонсоном и его советниками. Поскольку бомбардировки преследовали в основном политическую цель, на них были наложены строгие ограничения. Вокруг Ханоя и Хайфона были введены специальные зоны, действовать в которых авиация могла лишь по личному разрешению Джонсона. Самолёты не могли атаковать позиции зенитно-ракетных комплексов, если те находились в этих зонах (что учитывалось вьетнамцами при их размещении). За пределами запретных зон самолёты могли атаковать зенитно-ракетный комплекс лишь в том случае, если он уже открыл огонь по ним. До весны 1967 года американской авиации было запрещено атаковать северовьетнамские военные аэродромы. Политические ограничения порой приводили к возникновению достаточно абсурдных ситуаций. Так, осенью 1967 года авиации США удалось отрезать Хайфон от остальной территории страны. В хайфонском порту скопилось огромное количество военных грузов и материалов, импортируемых Северным Вьетнамом. Логичным было бы уничтожить их на складах, однако удары по городу были запрещены, поэтому американским лётчикам приходилось выискивать и уничтожать одиночные грузовики, на которых эти грузы перевозились из Хайфона на юг страны и далее по «тропе Хо Ши Мина».
Основу системы ПВО Северного Вьетнама составляли зенитные орудия и пулемёты различных калибров. Из общего числа сбитых американских самолётов более 60 % приходится на зенитную артиллерию, и менее 40 % — на зенитно-ракетные комплексы ЗРК С-75 и авиацию. Тем не менее, зенитно-ракетные комплексы оказывали значительное воздействие на тактику авиации США, заставив её перейти на малые высоты и тем самым сделав более уязвимой для артиллерии. В ходе войны также использовались ПЗРК Стрела-2. В 1965—1966 годах расчёты ЗРК состояли из советских военных специалистов, в дальнейшем они были заменены вьетнамцами, уже получившими необходимую подготовку.
ВВС Северного Вьетнама в первое время страдали от нехватки самолётов и отсутствия опытных пилотов. Только с середины 1966 года они начали достаточно активно участвовать в боевых действиях. Основными самолётами северовьетнамцев были дозвуковые МиГ-17 и сверхзвуковые МиГ-21. Уступая в численности и опыте (а также в физических кондициях — вьетнамцы плохо переносили перегрузки, чем зачастую и пользовались американские пилоты) американцам, северовьетнамцы делали упор на неожиданный перехват ударной группы противника, чтобы заставить ударные самолёты сбросить бомбы, а затем переходили в манёвренный воздушный бой, используя своё преимущество перед истребителем F-4 в горизонтальной манёвренности. В сравнении с предыдущей крупной воздушной войной — Корейской — воздушные бои во Вьетнаме были значительно менее массовыми и происходили значительно реже.
До октября 1967 года, когда, согласно Владимиру Бабичу, американское руководство было вынуждено распространить бомбардировки на Ханой и Хайфон (хотя ТАСС сообщало о бомбардировках Ханоя ещё в декабре 1966 года), количество сбитых американских самолётов было очень малым (менее 2500 машин), но в 1967 году потери резко возросли. По вьетнамским/советским данным, за 1967 год над Северным Вьетнамом было сбито 1067 американских самолётов, из них зенитными ракетами 435, истребителями — 129, зенитной артиллерией — 503 самолёта. По американским данным, был потерян 321 самолёт. Следует учитывать, что доклады о сбитых американских самолётах бывали весьма завышенными. Например, сопоставление рапортов ракетчиков, судивших о результативности стрельб по отметкам на экранах, с более примитивным методом учёта сбитых американских самолётов вьетнамцами по заводским номерам на обломках, в ряде случаев свидетельствовало о завышении числа уничтоженных ракетами самолётов в 5—9 раз. По американским данным за весь период бомбардировок 1965—1968 годов над Северным Вьетнамом было потеряно порядка 900 самолётов и вертолётов

#### Южный Вьетнам

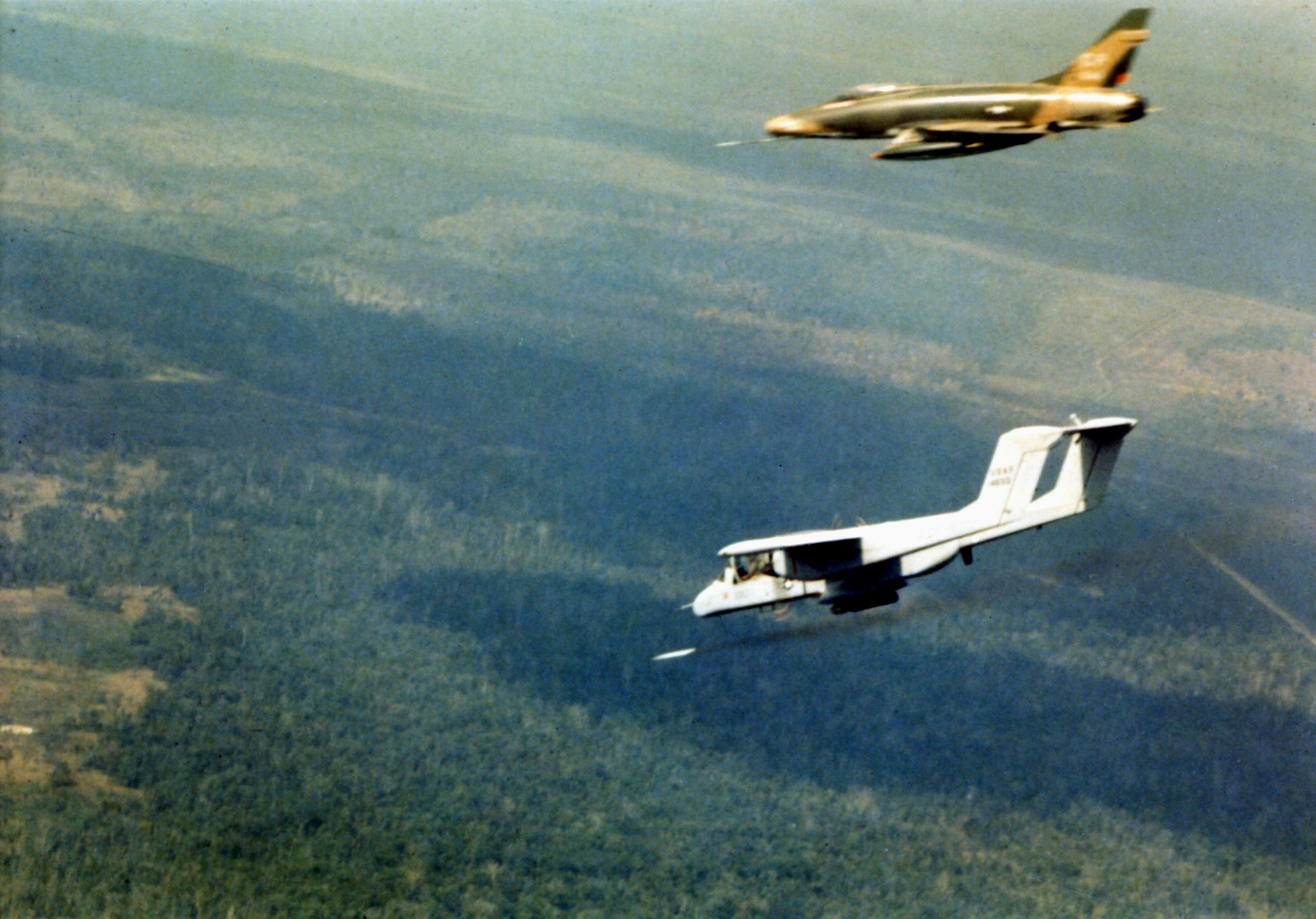
Штурмовик OV-10 отмечает ракетой позиции противника. Истребитель-бомбардировщик F-100 (на заднем плане) атакует их на следующем заходе. Южный Вьетнам, 1969 год

В Южном Вьетнаме американская авиация выполняла главным образом непосредственную поддержку наземных войск (как американских, так и южновьетнамских, южнокорейских и австралийских), наносила удары по выявленным базовым лагерям и укреплённым пунктам противника, совершала вылеты на вооружённую разведку (так называлась «свободная охота» — самостоятельный поиск и уничтожение отдельных отрядов противника).
Противодействие с земли было намного слабее, чем в Северном Вьетнаме: партизаны НФОЮВ и северовьетнамские подразделения располагали только зенитными пулемётами и личным стрелковым оружием. Лишь в 1972 году у них появились переносные зенитно-ракетные комплексы «Стрела-2». С другой стороны — выполнение задач в Южном Вьетнаме требовало полётов на малой высоте, что увеличивало уязвимость самолётов даже для автоматного огня.
Интенсивность действий авиации на Юге была гораздо выше, чем на Севере. Здесь не существовало таких жёстких ограничений, хотя в густонаселённых районах применение авиации по возможности носило избирательный характер. Бомбардировщики B-52 активно применялись для бомбометания по площадям («ковровые бомбардировки»). При оказании непосредственной поддержки войскам широкое распространение получили передовые авианаводчики (Forward Air Controller, FAC), летавшие над полем боя на лёгких самолётах (O-1, O-2, позднее — OV-10) и осуществлявшие координацию действий между наземными подразделениями и ударными самолётами.
Главную роль в войне на Юге играли самолёты ВВС и, в меньшей степени, КМП. Палубная авиация ВМС привлекалась прежде всего к действиям против Северного Вьетнама, хотя в 1965—1966 годах один авианосец постоянно находился у побережья Южного Вьетнама (эта позиция называлась «Дикси Стэйшн»/Dixi Station, в противовес «Янки Стэйшн»/Yankee Station, откуда совершались вылеты на Север). Поскольку партизаны не могли достаточно эффективно бороться с американской авиацией в воздухе, они старались уничтожить её на земле. Аэродромы периодически подвергались миномётным обстрелам и наземным атакам.

### Военные преступления
Вьетнамская война велась с типичной для многих гражданских войн ожесточённостью. В ходе боевых действий представители обеих сторон совершили многочисленные действия, которые могут классифицироваться как военные преступления.

#### Военные преступления НФОЮВ и Северного Вьетнама

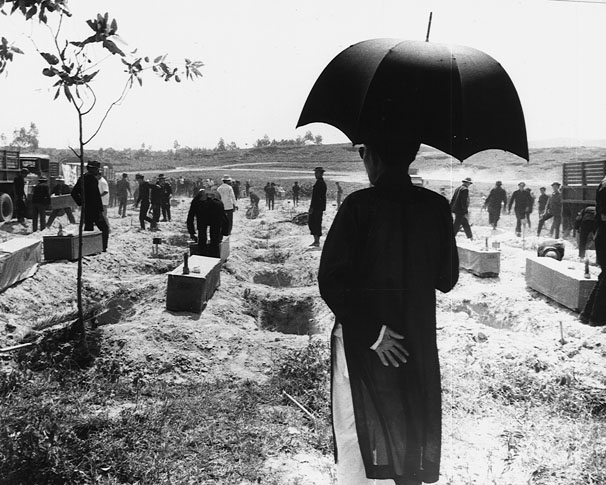
Похороны 300 неопознанных жертв резни в Хюэ 1968 года

- Партизаны НФОЮВ часто прибегали к насилию, если местное население отказывалось им помогать:

Ви-си (активисты НФОЮВ) применяли замечательную стратегию устрашения. То есть если ты человек убеждений и считаешь террор законным политическим оружием, стратегия была замечательная. Они подрывали кредит доверия правительства и парализовали население путём избирательных ликвидаций. Избирательных зверских акций… Кишки наружу выпустят, жену с детьми у тебя на глазах изнасилуют, ребёнка убьют. Видели мы такое… Буквально вытаскивали у человека внутренности из живота, потом живот распарывали. Хуже всего при этом то, что человек умирает не сразу. Женщины… Там вообще предела не было.— свидетельство Брюса Лолора, сотрудника ЦРУ, работавшего в Южном Вьетнаме
- 5 декабря 1967 года партизаны НФОЮВ атаковали южновьетнамскую деревню Дакшон и убили не менее 250 мирных жителей.
- 12 мая 1968 года северовьетнамская армия сбила американский транспортный самолёт, перевозивший южновьетнамских беженцев, в результате чего погибло около 150 мирных граждан (крупнейшая авиакатастрофа в мире на тот момент).
- В июне 1968 года партизаны НФОЮВ атаковали южновьетнамскую деревню Шонча, убили 88 и ранили свыше 100 мирных жителей. В результате возникшего пожара деревня на 80 % была уничтожена[183][184].
- 11 июня 1970 года партизаны НФОЮВ атаковали южновьетнамскую деревню Тханьми, убили более 100 мирных жителей и уничтожили более 300 домов[185][186].
- После захвата Хюэ в период Тетского наступления военнослужащие северовьетнамской армии и активисты НФОЮВ провели массовые казни гражданских лиц, обвинённых в сотрудничестве с правительством Южного Вьетнама. По различным оценкам, было казнено от нескольких сотен до нескольких тысяч человек.
- Северовьетнамские солдаты редко брали военнослужащих противника в плен и обычно добивали раненых. Так, после сражения на высоте 1338 (22 июня 1967 года) из числа погибших американских солдат 43 человека имели огнестрельные ранения головы, причинённые с близкого расстояния[187].
- Многие американские пилоты, сбитые над Северным Вьетнамом и попавшие в плен, подвергались пыткам во время допросов.

В те дни этим обычно занимался преимущественно один и тот же человек. Я думаю, они [вьетнамцы] поняли, что при отсутствии более-менее квалифицированного специалиста по пыткам довести человека до смерти можно запросто. Тот, о котором я говорю, заработал себе прозвище 'Прутопут', — у нас каждый охранник в лагере получал прозвище — потому что он умел с помощью металлических прутьев и пут загибать человека в какие угодно вывороченные позы, чтобы вызывать боль, но он был очень искусен в этом деле. Он знал пределы, до которых можно было выгибать руки и ноги, не ломая их, и в этом… Во всём этом было что-то нереальное. Он приходил, не выражая никаких эмоций. Пытки были его работой. Он был профессиональный специалист по пыткам.<…> Я думаю, они поняли, может быть, из предыдущих случаев, когда чрезмерно горячие специалисты по пыткам загубили несколько пленных, что им надо было завести вот такого человека.— свидетельство Уильяма Лоренса, лётчика ВМС США, попавшего в плен в 1967 году

#### Военные преступления США и их союзников

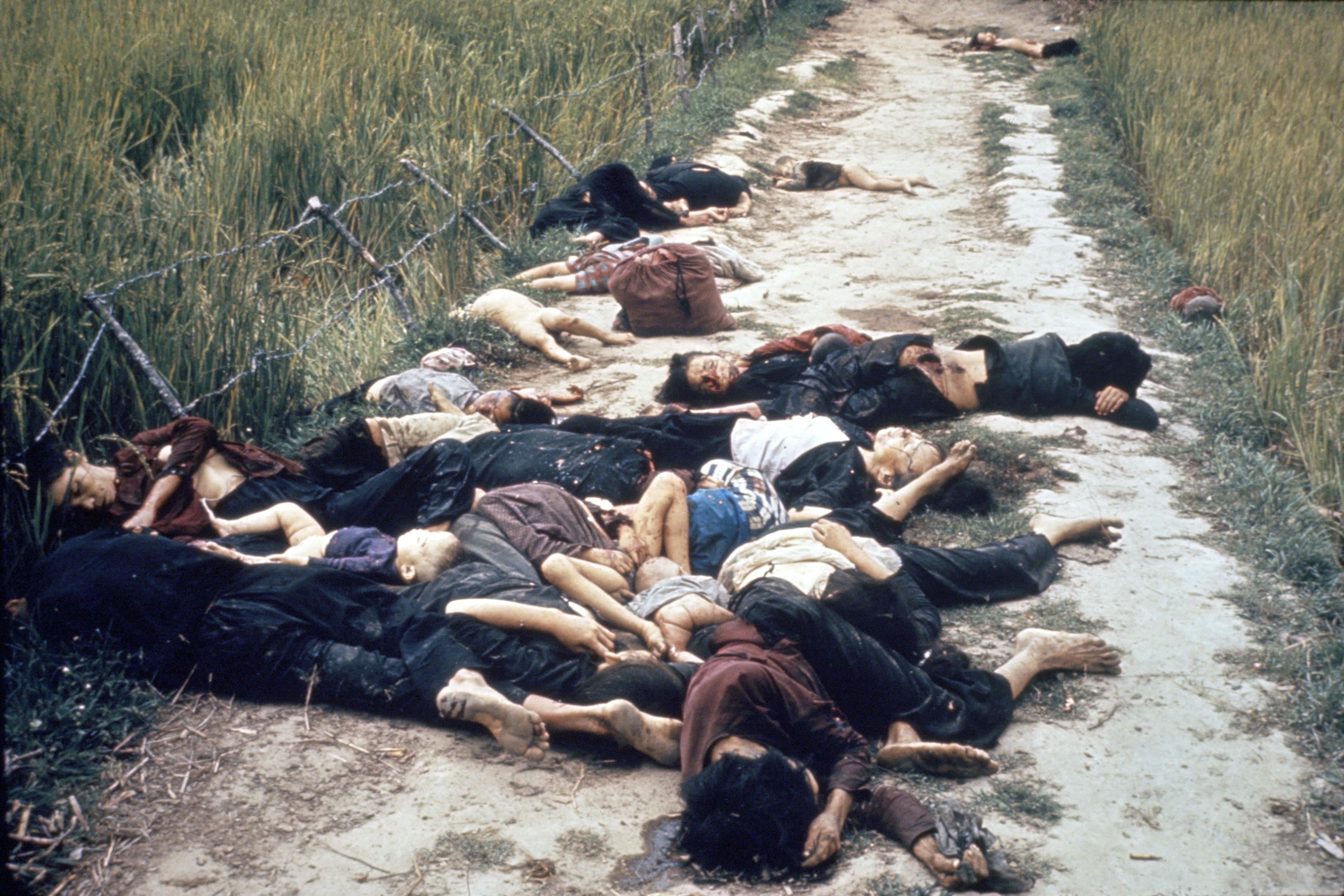
Убитые гражданские лица в общине Сонгми

- 16 марта 1968 американскими солдатами в деревне Сонгми в провинции Куангнгай было с особой жестокостью убито более 500 жителей, все постройки сожжены, домашний скот и посевы уничтожены[188]. Данное военное преступление вызвало глубокое возмущение мировой общественности, в том числе и в самих США. Название деревни Сонгми стало нарицательным для обозначения жестокости и бесчеловечности[189].
- Разведывательное подразделение «Тайгер Форс» в составе 101-й воздушно-десантной дивизии в течение 1967 года практиковало убийства пленных солдат и мирных жителей, отрезание ушей у трупов и снятие скальпов[190].
- Убийства (отдельными солдатами или подразделениями уровня отделение—рота) мирных вьетнамских жителей происходили периодически на протяжении всей войны, хотя и не были распространены повсеместно. В Пентагоне была создана секретная группа, исследовавшая предполагаемые военные преступления военнослужащих США в Южном Вьетнаме. Группой были собраны данные, в частности, о 7 значительных случаях преднамеренного убийства мирных жителей (в период 1967—1971 годов, без учёта Сонгми), в которых погибло в общей сложности не менее 137 человек[191].
- Американская авиация с 1961 по 1967 годы распылила 75 700 000 л концентрированных гербицидов на территории более 24 000 км², что составляет на 13 % территории Южного Вьетнама. В 1965 году 42 % всех гербицидов распылялось над полями, на которых выращивали продовольственные культуры. Одной из целей акции было вынудить крестьян перейти на контролируемую правительством Южного Вьетнама территорию[192]. Почва и растительность в местах распыления до сих пор содержат повышенные концентрации веществ, вредных для здоровья человека. Применение ядохимикатов во время войны во Вьетнаме считается одной из наиболее крупных акций военного экоцида[193][194] (недоступная ссылка с 12-12-2017 [2806 дней]). Кроме гербицидов распылялись также дефолианты «Rainbow Herbicides», включающие агент Pink, агент Green, агент Purple, агент Blue, агент White и агент Orange, который включал диоксин.

#### Трибунал Рассела
Неофициальный частный трибунал, организованный английским философом и общественным деятелем Бертраном Расселом, совместно с французским философом Жаном-Полем Сартром, проводившийся в 1967 году. Рассел был убеждён, что «преступление молчания» необходимо предотвратить. Что мировое сообщество должно — на основе достоверной информации — сделать свои, независимые от политической конъюнктуры, выводы. Инициатива Рассела была поддержана многими мыслителями, учёными, общественными и политическими деятелями. В Трибунал Рассела вошли:
- Бертран Рассел (Почётный Президент);
- Жан-Поль Сартр (Президент);
- Владимир Дедиер (Председатель и ведущий сессии Трибунала)
- Вольфганг Абендрот (доктор права, профессор политических наук, Марбургский университет);
- Гюнтер Андерс (писатель и философ);
- Мехмет Али Айбар (международный адвокат, член Турецкого парламента, президент рабочей партии Турции);
- Джеймс Болдуин (афро-американский писатель и эссеист);
- Лелио Бассо (международный адвокат, депутат итальянского парламента и член комиссии по иностранным делам, профессор Римского университета);
- Симона де Бовуар (писатель и философ);
- Ласаро Карденас (бывший президент Мексики);
- Стокли Кармайкл (председатель студенческого координационного комитета по ненасилию);
- Лоуренс Дейли (генеральный секретарь национального союза шахтёров);
- Владимир Дедиер (доктор права, историк);
- Дейв Диллинджер (американский пацифист, редактор «Либерасьон»);
- Исаак Дойчер (историк);
- Хайка Гроссман (юрист);
- Жизель Халими (адвокат, автор работ о войне в Алжире);
- Амадо Эрнандес (поэт, президент национальной организации писателей, председатель Демократической партии труда Филиппин);
- Мельба Эрнандес (председатель кубинского комитета солидарности с Вьетнамом);
- Махмуд Али Касури (адвокат в Высшем суде Пакистана);
- Сара Лидман (писатель);
- Кинъю Морикава (посол, вице-президент Союза за гражданские свободы, Япония);
- Карл Оглесби (бывший президент «Студентов за демократическое общество», драматург, публицист);
- Саката Сёити (профессор физики);
- Лаури Шварц (профессор математики, Парижский университет);
- Петер Вайс (драматург)…

В 1967 году Трибунал Рассела провёл два своих заседания — в Стокгольме и в Копенгагене, где были заслушаны свидетельства о ведении войны во Вьетнаме. В историю этот трибунал вошёл под названием: «Трибунал Рассела по расследованию военных преступлений, совершённых во Вьетнаме».
Из Вердикта первой сессии Трибунала от 10 мая 1967 года:

…Соединённые Штаты несут ответственность за применение силы и, как следствие, за преступление агрессии, за преступление против мира. США нарушили установленные положения международного права, закреплённые в Парижском Пакте и в Уставе ООН, а также установления Женевских соглашений о Вьетнаме 1954 года.
Действия США подпадают под статью: Нюрнбергского трибунала и подлежат юрисдикции международного права.
Соединённые Штаты попрали фундаментальные права народа Вьетнама. Южная Корея, Австралия и Новая Зеландия стали соучастниками этого преступления… 

…Трибунал располагает свидетельствами применения самых разнообразных военных средств, в том числе фугасных бомб (high-explosive bombs), напалма, фосфора, фрагментных бомб (fragmentation bombs), поражающих большое число лиц, в том числе из мирного населения.
Эти действия нарушают Гаагские конвенции (статьи 22, 23, 25, 27)… 

…Трибунал считает, что Соединённые Штаты, осуществлявшие бомбежки гражданских целей и гражданского населения, виновны в военных преступлениях. Действия США во Вьетнаме должны быть квалифицированы в целом как преступление против человечества (согласно статье 6 Нюрнбергского Статута) и не могут рассматриваться как простые следствия агрессивной войны.
Трибунал, помимо прочего, высказывается за то, чтобы бомбы типа CBU (фрагментные бомбы) были запрещены как оружие войны, ибо они имеют целью поражение наибольшего числа гражданских лиц… 

…В ходе военных рейдов были убиты тысячи мирных жителей, причём это уничтожение происходило постоянно и систематически. По некоторым достоверным американским источникам с начала войны были убиты 250 000 детей, 750 000 — ранены и получили увечья. В отчете сенатора Кеннеди от 31 октября 1967 года говорится о 150 000 раненых ежемесячно. Сравниваются с землёй селения, уничтожаются поля с посевами, разрушается хозяйственная инфраструктура. Есть сообщения об уничтожении целых деревень со всеми местными жителями.
Американцами установлены также «зоны свободного огня», в пределах которых всё движущееся считается враждебным объектом. Иными словами, военной целью является всё население.
Треть населения Вьетнама, согласно американским данным, лишена своего места проживания и загнана в специальные поселения, называемые сегодня «деревнями новой жизни». Условия жизни здесь, согласно имеющимся у нас данным, близкие к условиям концентрационного лагеря. Интернированные — в основном женщины и дети… 

### Влияние СМИ
В июне 1971 года газета «Нью-Йорк Таймс» начала публикацию секретного сборника «Американо-вьетнамские отношения, 1945—1967: Исследование», что вызвало значительное недовольство администрации Никсона. Сборник был обнародован благодаря аналитику госдепартамента США Дэниелу Эллсбергу, который при увольнении с работы сумел тайно скопировать часть сборника. В документах указывалось, что администрация предыдущего президента Джонсона намеренно предпринимала акции по эскалации войны, несмотря на заверения самого Джонсона о том, что США не стремятся к её расширению. Дело о публикации документов дошло до Верховного суда США, который постановил, что американские газеты имеют право их публиковать. Обнародование этих документов усилило недоверие американского общества к высшим властным структурам.

### Людские потери
- США: погибло, пропало без вести, умерло от ран и болезней — 58 тыс. (боевые потери — 47 тыс., небоевые — 11 тыс.; из общего числа по состоянию на 2008 год пропавшими без вести считаются более 1700 человек); раненых — 303 тыс. (госпитализировано — 153 тыс., лёгкие ранения — 150 тыс.). Потери от малярии были больше, чем от пуль противника[196].
- Южный Вьетнам: данные разнятся; потери военнослужащих — примерно 250 тыс. погибших и 1 млн раненых, потери мирного населения неизвестны.
- Южновьетнамские партизаны (НФОЮВ) и Северный Вьетнам: По официальным данным вьетнамского правительства, обнародованным в 1995 году, за всё время войны погибли 1,1 млн военнослужащих северовьетнамской армии и партизан НФОЮВ, а также 2 млн мирных жителей в обеих частях страны[197]. В результате американских психологических операций 250 тысяч вьетнамцев добровольно перешли на сторону противника[198].

## Последствия войны
После Вьетнамской войны сотни тысяч американских солдат страдали от посттравматического расстройства (ПТСР). Долгое время власти игнорировали проблему, а общество отвернулось от ветеранов. При этом более 20 % солдат пытались заглушить переживания и справиться со стрессом принимая наркотики, употребляя героин или кокаин; у десятков тысяч молодых людей выработалась зависимость.
Во Вьетнаме многожёнство активно практиковалось много веков вплоть до его запрета коммунистической партией Вьетнама в 1959 году, однако после этой войны нелегальное многожёнство, вызванное гендерным дисбалансом, образовавшимся в результате гибели большого количества мужчин во время этой войны, осталось достаточно распространённым.

### Влияние на общество
По данным американского института Гэллапа, в 1964—1972 гг. именно война во Вьетнаме занимала первое место в числе наиболее важных проблем, волновавших общественность США. Война всколыхнула американское общественное мнение. Повышение интереса на массовом уровне к внешнеполитическим проблемам в свою очередь сказывается на повышении роли общественного мнения в процессе формирования и осуществления внешней политики США.

#### Антивоенное движение

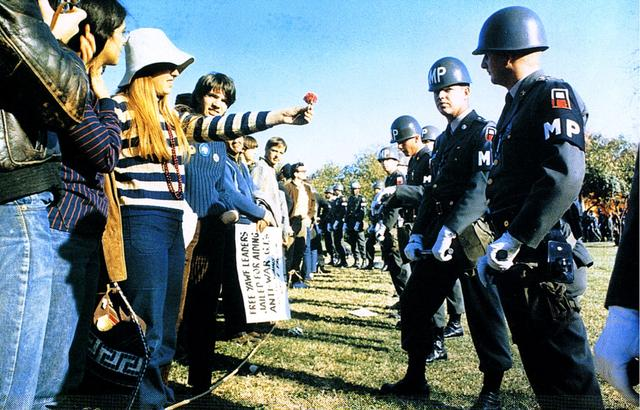
Демонстрантка предлагает цветок военным полицейским во время «похода на Пентагон»

Война во Вьетнаме оказала весьма значительное влияние на мировоззрение жителей США. Новое движение, хиппи, появилось из молодёжи, протестующей против этой войны. Кульминацией движения стали так называемый «Поход на Пентагон», когда в октябре 1967 г. в Вашингтон съехалось до 100 тысяч молодых людей, протестующих против войны, а также протесты во время съезда Демократической партии США в Чикаго в августе 1968 г.

#### Дезертирство
Дезертирство во время вьетнамской кампании было достаточно широким явлением. Многие дезертиры времён Вьетнама покидали части, терзаемые страхами и ужасами войны. Особенно это касается тех, кого призывали в армию вопреки желанию самих рекрутов. Однако многие из будущих дезертиров шли на войну по собственному желанию.
Проблему их легализации американская власть пыталась решить сразу же после окончания войны. Президент Джеральд Форд в 1974 году предложил помилование всем уклонившимся от призыва и дезертирам. С повинной явились свыше 27 тысяч человек. Позже, в 1977 г., следующий глава Белого дома Джимми Картер помиловал тех, кто сбежал из США, чтобы не быть призванным.

#### «Вьетнамский синдром»

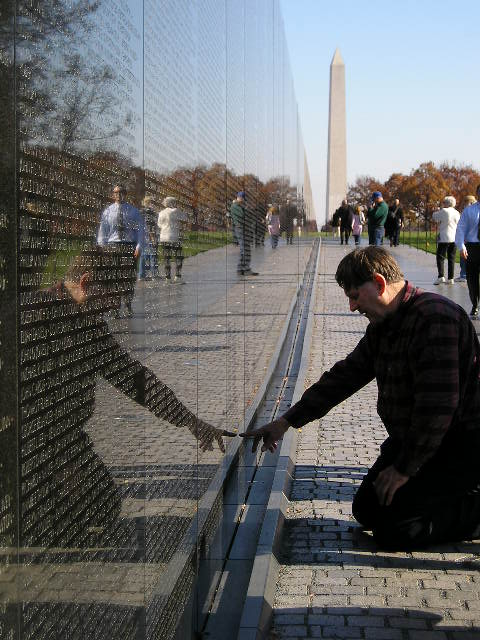
У Стены Мемориала ветеранов Вьетнама. Вашингтон

Одним из следствий участия США в войне во Вьетнаме является возникновение «вьетнамского синдрома» (Vietnam Syndrome). Сущность «вьетнамского синдрома» заключается в отказе американцев выступать в поддержку участия США в военных кампаниях, которые носят длительный характер, не имеют чётких военных и политических целей, сопровождаются значительными потерями среди американских военнослужащих. Конкретным выражением «вьетнамского синдрома» стали антиинтервенционистские настроения, когда возросшее стремление американского народа к неучастию своей страны в военных действиях за рубежом нередко стало сопровождаться требованием исключить войну из арсенала средств национальной политики правительства как метода решения внешнеполитических кризисов. Установка на то, чтобы избегать ситуаций, чреватых «вторым Вьетнамом», оформилась в виде лозунга «Больше никаких Вьетнамов!».

### Международные последствия
Итогом войны стало снижение влияния США в Юго-Восточной Азии, а Вьетнам смог поставить под свой контроль сначала Лаос, а впоследствии — Камбоджу.
В то же время, по мнению Ли Куан Ю, Вьетнамская война сыграла важную сдерживающую роль:

Хотя американская интервенция потерпела неудачу, она позволила выиграть время остальным странам Юго-Восточной Азии. В 1965 году, когда американские войска были введены во Вьетнам, вооружённые коммунистические повстанцы угрожали Таиланду, Малайзии и Филиппинам, а в Сингапуре всё ещё активно действовало коммунистическое подполье. Уровень жизни населения был низким, а экономический рост — медленным. Действия американцев позволили некоммунистическим странам привести свои дела в порядок. …<Без интервенции США> воля этих стран к борьбе против коммунистов оказалась бы подавленной, и они, скорее всего, попали бы под власть коммунистов. Именно в годы Вьетнамской войны были заложены основы процветающей рыночной экономики стран АСЕАН.
Радикальные группы вьетнамской антикоммунистической политэмиграции и подполья пытались продолжать вооружённую борьбу в 1980-е годы. Наиболее масштабными были действия повстанческого формирования под командованием Хоанг Ко Миня (бывший офицер южновьетнамского флота, активный участник войны). Такие попытки жёстко подавлялись властями СРВ.

### Стратегические приобретения
Благодаря Вьетнамской войне и необходимости регулярно ремонтировать повреждённую в боях и от подрывов на минах авто- и бронетехнику американцам удалось создать мощную инфраструктуру обслуживания своей боевой техники с несколькими крупными депо и ремонтно-восстановительными комплексами в Южной Корее и на Тайване, а также на островах Японского архипелага — на Окинаве и Хонсю. Казённые танкоремонтные заводы, занимавшиеся восстановлением бронетехники, были развёрнуты на базе Арсенала Сагами в Японии и на Тайване. Под конец войны (1971—1972 гг.) два указанных танкоремонтных завода восстанавливали в год свыше 1200 единиц бронетехники с повреждениями различной степени (до этого повреждённую технику необходимо было либо свозить в Камрань, Дананг или другой крупный южновьетнамский морской порт, а оттуда морем переправлять в Сан-Хосе на завод-изготовитель, либо бросать её на месте происшествия, сняв предварительно уцелевшие узлы и агрегаты). Если на момент запуска заводов в работу свыше 40 % привезённых на ремонт бронетранспортёров признавались не подлежащими восстановлению из-за критических повреждений бронекорпуса, то к концу войны этот показатель не превышал 1 %. За неполные три года работы один только Сагамский танкоремонтный завод сохранил американской казне около $18 млн бюджетных средств. Указанное обстоятельство позволяло американцам в перспективе вступить в любую другую крупную региональную войну в Азиатско-Тихоокеанском регионе, не беспокоясь за сохранность боевой техники, живучесть и ресурс которой могли быть многократно продлены благодаря развитой ремонтно-восстановительной инфраструктуре.

### В культуре
Вьетнамская война оказала сильное влияние на культуру как Вьетнама, так и США.
Войне посвящено множество американских фильмов, в том числе номинировавшихся на премию «Оскар» — «Взвод» Оливера Стоуна (лучший фильм 1987 года, далее последовали другие фильмы трилогии — «Рождённый четвёртого июля» (1989) и «Небо и земля» (1993)), «Цельнометаллическая оболочка» (1988) Стэнли Кубрика, «Апокалипсис сегодня» (1979) Копполы, «Охотник на оленей» (1978) Майкла Чимино, «Сочувствующий» (2024), «Мы были солдатами» (2002), она упоминается в «Форресте Гампе» и других фильмах.
На Кубе были сняты фильмы «Апрель во Вьетнаме в Год кошки» (исп. Abril de Vietnam en el año del gato) (1975) реж. Сантьяго Альварес и «Третий Мир, Третья Мировая война» (исп. Tercer Mundo, Tercera Guerra Mundial) (1970) реж. Хулио Гарсия Эспиноса, Роберто Фернандес Ретамар и Мигель Торрес.

## Дополнительные факты
- 64 % погибших американских военнослужащих были моложе 21 года, среди убитых наибольшую региональную группу составили выходцы из Калифорнии[207].
- К 1975 году в Южном Вьетнаме насчитывалось 83 тыс. ампутантов, 30 тыс. слепых, 10 тыс. глухих по причине войны[208].
- В ходе войны армия США в среднем теряла один вертолёт на 18 000 боевых вылетов. Эти потери считаются уникально ма́лыми для боевых летательных аппаратов в условиях интенсивных боевых действий[209].

### Комментарии
1. ↑  Консультативная группа военной помощи Индокитаю (с утвержденной численностью 128 человек) была создана в сентябре 1950 года с миссией контролировать использование и распределение военной техники Соединённых Штатов французами и их союзниками.